# Шарифзаде, Аббас-Мирза Мирза Абдул-Расул оглы
Абба́с-Мирза́ Мирза́ Абду́л-Расу́л оглы́ Шарифзаде́ (азерб. Abbas Mirzə Mirzə Əbdülrəsul oğlu Şərifzadə; 9 [22] марта 1893, Шемахы — 16 ноября 1938, Баку) — российский, азербайджанский и советский актёр театра и кино, режиссёр, заслуженный артист Азербайджанской ССР (1928), народный артист Азербайджанской ССР (1936), один из первых азербайджанских кинорежиссёров.
За 30 лет своей сценической деятельности Шарифзаде сыграл десятки ролей из произведений как азербайджанской, так и мировой драматургии. Был известен в первую очередь как актёр-трагик. Вершиной творчества Шарифзаде считаются созданные им образы в трагедиях Уильяма Шекспира. Шарифзаде сыграл значительную роль в истории Азербайджанского драматического театра. Был главным режиссёром Азербайджанского государственного театра оперы (с 1926 года).
Став жертвой сталинских репрессий, в декабре 1937 года Шарифзаде был арестован по сфабрикованному делу и почти через год, после допросов и пыток, расстрелян. Посмертно реабилитирован в 1955 году.

## Биография

### Ранние годы
Аббас-Мирза Шарифзаде родился 9 (22) марта 1893 года в Шемахе, в махалля «Юхары кала», в семье светского учителя Мирзы Абдул-Расула и Мелек-Нисы. Мать Аббаса-Мирзы Мелек-Ниса умерла рано, и Абдул-Расул женился второй раз на Фаррухбегим. Отец Аббаса-Мирзы Шарифзаде Мирза Абдул-Расул преподавал в школе «Усули-джадид» азербайджанского поэта Сеида Азима Ширвани, вместе с которым он открыл эту школу. Помимо этого Мирза Абдул-Расул интересовался также театром.
В 1895 году семья Шарифзаде перебралась из Шемахы в Баку. Переехать семью Шарифзаде в Баку вынудило разрушительное землетрясение в Шемахы. 21 сентября 1903 года поступил во вторую мусульмано-русскую школу, которую окончил в 1906 году. 2 сентября 1906 года в Баку Абасмирза Расул оглы Шарифзаде поступил в подготовительный класс первой мужской гимназии имени Александра III в Баку. В 1907-08 учебном году ученик Абасмирза Шарифов числился среди учеников мужской гимназии имени Александра III. Однако, заболев, был вынужден оставить образование незаконченным.
Дядя Аббаса-Мирзы Шарифзаде Мирза Мамед Таги, будучи близким к театральному миру, впервые побудил в Шарифзаде вдохновение к сцене. Так, в Баку Аббас-Мирза в 9 лет впервые вышел на сцену в спектакле, поставленном Мирзой Мамедом Таги, исполнив роль девочки. Во время спектакля Аббас-Мирза убежал в объятия матери прямо со сцены. Эту роль Шарифзаде вскоре называл своим первым сценическим опытом.

### В театре и кино

#### Начало творчества
Ещё будучи школьником, Шарифзаде принимал участие в любительских театральных постановках. С 1908 года же он, играя на профессиональной сцене, навсегда связал свою судьбу с театром. Впервые на сцене он сыграл роль немой девушки в пьесе Жана Батиста Мольера «Мнимый больной», поставленного в Баку. 24 апреля 1909 года в балаханском кружке в драме «Гявеи-ахенгяр» («Кузнец Геве») Шамсаддина Сами Шарифзаде сыграл роль Рустама, сына Гяве. В сентябре этого же года при переходе в третий класс гимназии Шарифзаде заболел и оставил школу. 4 ноября 1909 года из-за исполненной им роли Шакиба в драме «Джевдет-бей» Мухаммеда Эхсана имя Аббас-Мирза Шарифзаде впервые было упомянуто в рецензии в бакинской газете «Каспий», актёр был удостоен похвалы.
Проходит не так много времени и Шарифзаде обретает славу как ученик и последователь Гусейна Араблинского, считающегося основоположником азербайджанского профессионального театрального искусства. Араблинский оказал большое влияние на творчество Шарифзаде.

#### 1910-е
До 1910 года Аббас-Мирза Шарифзаде выступал в театральных труппах благотворительных обществ «Сафа» и «Ниджат». 12 августа 1912 года был включён в инспекционную комиссию общества «Сафа». 6 февраля 1913 года состоялся первый бенефис Шарифзаде и он сыграл роль Тарига в драме «Тариг ибн Зияд» Абдулхага Гамида.

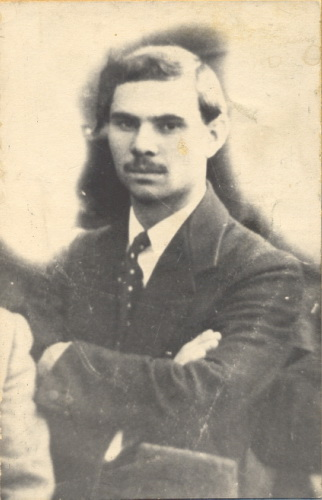
Шарифзаде в 1914 году

С 1913 года Шарифзаде гастролировал по регионам современного Азербайджана, по Средней Азии, Северному Кавказу, Поволжью, Ирану. В феврале-мае 1914 года Шарифзаде впервые был на гастролях и играл в таких городах Ирана как Тегеран, Казвин, Решт и Анзали спектакли «Надир-шах» Наримана Нариманова, «Ага Мухаммед-шах Каджар» Абдуррагим-бека Ахвердова, «Горе Фахреддина» и «Из-под дождя да под ливень» Наджаф-бека Везирова. В мае показывал спектакли «Надир-шах» и «Ага Мухаммед-шах Каджар» в Ленкорани.
Шарифзаде был известен не только как актёр, но и как режиссёр. 24 января 1914 года Шарифзаде поставил пьесу «Арнауты» Шамсаддина Сами. 29 марта 1916 года бакинское духовенство выступило с протестом против постановки Шарифзаде драмы «Юсиф и Зулейха» и написало заявление в правительственные органы, остановив представление. В августе 1916 года он получил приглашение в качестве режиссёра в труппу братьев Узеира и Зульфугара Гаджибековых. Кроме того, Шарифзаде был ведущим актёром оперной труппы братьев Гаджибековых.
16 октября 1916 года в Баку «Мусульманское драматическое общество» приняло решение направить Шарифзаде на учёбу в Ильинское театральное училище в Харькове. В феврале 1917 года несколько спектаклей было сыграно прибывшими в Ашхабад бакинскими артистами под руководством Шарифзаде.
В ноябре 1917 года Аббас-Мирза Шарифзаде был избран председателем «Союза мусульманских артистов», созданного в Баку Нариманом Наримановым, Мешади Азизбековым и С. М. Эфендиевым. Сообщение об этом было опубликовано на страницах газеты «Каспий» от 25 октября (7 ноября) 1917 года . Сообщая об этом, газета «Каспий» отмечала, что этот союз является «примером союза тружеников», а также, что у союза есть свой меморандум.

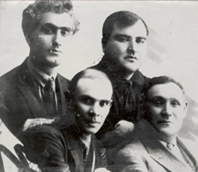
Сидги Рухулла, Гаджиага Аббасов, Аббас-Мирза Шарифзаде и Мирза Ага Алиев

В мае-июле 1918 года Шарифзаде вместе с группой бакинских артистов был на гастролях в Астрахани. После избрания председателем «Союза мусульманских артистов» Шарифзаде, создав студию при театре, стал первым, кто проявил инициативу в театральном образовании в Азербайджане. 26 января 1919 года состоялось собрание организованной Шарифзаде студии «Музыка и драма». Летом этого же года Шарифзаде был режиссёром Центрального клуба рабочих в Баку, а в августе был одним из инициаторов образования драматического общества «Туран». 28 августа Шарифзаде было поручено читать лекции об искусстве драмы в недавно организованном «Художественном курсе». 15 октября этого же года он начал руководить драматическим кружком женского клуба имени Али Байрамова. 27 октября была отпразднована годовщина Рабоче-крестьянского драматического кружка имени Н. Нариманова, которым руководил Шарифзаде.

#### 1920-е
После установления в Азербайджане советской власти, Шарифзаде играет на сцене Азербайджанского государственного театра (ныне — Азербайджанский государственный академический национальный драматический театр), работал над формированием национального театра. 14 ноября 1921 года Шарифзаде был одним из организаторов мероприятий по установке памятников Сабиру и Араблинскому в Баку.
26 июня 1922 года «Летний клуб» Баку (ныне в здании расположена Азербайджанская государственная филармония) был передан в распоряжение Шарифзаде для постановки спектаклей. 19 июня 1924 года в Тифлисе начались гастроли бакинских артистов под руководством Шарифзаде, а 2 июля Шарифзаде вместе с группой бакинских артистов прибыл на гастроли в Нахичевань. В 1926 году Шарифзаде был на гастролях в Тифлисе (27 января и 6 мая), Нахичевани (27 мая), Эривани (2 июня), Шуше (28 июня).

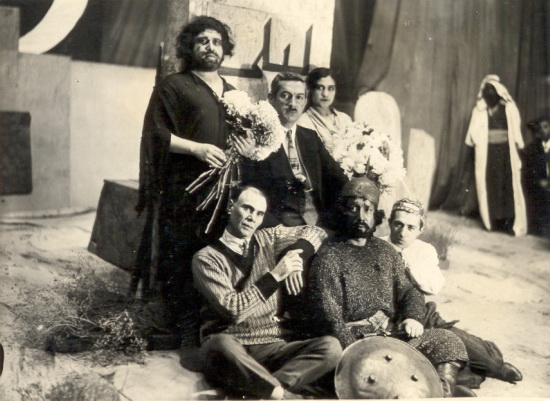
После постановки оперы «Шах Исмаил» Муслима Магомаева (сидит в центре). Аббас-Мирза Шарифзаде сидит слева. Сезон 1929/30

Наряду с драматическим театром и кино, Шарифзаде ставил также оперы и водевили. 6 октября 1926 года Аббас-Мирза Шарифзаде становится главным режиссёром Азербайджанского государственного театра оперы. Здесь он ставил такие оперы как «Асли и Керем» Узеира Гаджибекова, «Ашуг-Гариб» Зульфугара Гаджибекова, «Шах Исмаил» Муслима Магомаева. Ещё в 1925 году во время постановки «Ашуг-Гариба» представители английской, немецкой и японской прессы встретились с Шарифзаде и получили информацию об азербайджанском театре.
Помимо театра Шарифзаде интересовался искусством кино. Впервые на экране Аббас-Мирза Шарифзаде появился в 1916 году, снявшись в русском фильме «Князь Темир-Булат» режиссёра Бориса Светлова (фильм не сохранился). Одной из первых его работ в кино является созданная им роль хана в фильме «Сова» (1924, режиссёр Георгий Кравченко). Этот фильм также не сохранился. В 1929 году снялся в фильме «Око за око». Шарифзаде и сам снимал фильмы. Среди его работ можно назвать художественные фильмы «Бисмиллах» («Во имя Бога», 1925), «Гаджи Кара» (1928) и «Игра в любовь» (1935), документальные фильмы — «Путешествие в Азербайджане» (1925) и «Шахсей-вахсей» (1929). Аббас-Мирза Шарифзаде был одним из первых азербайджанских кинорежиссёров.
25 декабря 1928 года в Баку было торжественно отмечено 20-летие сценической деятельности Шарифзаде. На юбилее присутствовали видные деятели культуры республики. В этот же день Шарифзаде был удостоен звания заслуженного артиста Азербайджанской ССР. В связи с юбилеем была издана книга, повествующая о творчестве Шарифзаде. 1 марта 1929 года 20-летний юбилей Шарифзаде был отмечен в Тифлисе.

#### 1930-е

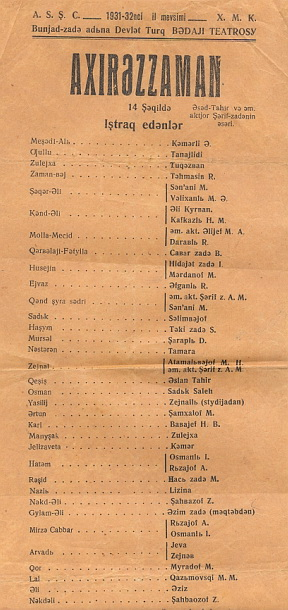
Программа пьесы «Ахираззаман» (Асада Тахира и заслуженного актёра Шарифзаде) на сцене Государственного тюркского художественного театра имени Д. Буниатзаде. Сезон 1931/32 годов

В мае 1930 года Шарифзаде был избран членом состава жюри и режиссёров проводившейся в Москве Театральной олимпиады национальных республик. В мае-июне этого года принимал участие на гастролях в Москве, Казани и Ленинграде. 5 августа Шарифзаде прибыл на гастроли в Нахичевань.
15 октября 1931 года написанная Шарифзаде в соавторстве с Асадом Тахировым пьеса «Ахираззаман» была поставлена на сцене Государственного тюркского художественного театра в Баку.
В декабре 1932 года Шарифзаде начал работать в Бакинском тюркском рабочем театре. 5 января 1933 года Шарифзаде вместе с труппой театра был направлен в Гянджу. 23 июня этого же года был на гастролях в Шеки, а 18 ноября вернулся в Баку и начал работать в драматическом театре.
В январе 1934 года Шарифзаде участвовал на постановках спектаклей «Севиль» и «Отелло» в Доме культуры имени Н. Нариманова в Тифлисе. В июне этого же года Шарифзаде выступал в главных ролях во время гастролей Азербайджанского драматического театра в Ташкенте.
12 марта 1936 года Шарифзаде был удостоен звания народного артиста Азербайджанской ССР. 2 ноября 1937 года народный артист республики Аббас-Мирза Шарифзаде, будучи делегатом Всесоюзного VIII чрезвычайного съезда Советов, заявил:
Теперь я — народный артист Советского Азербайджана. С гордостью ношу это высокое звание…
20 апреля 1936 года Шарифзаде был назначен членом Пушкинского комитета при Совнаркоме Азербайджанской ССР. В июне-июле этого же года Шарифзаде был на гастролях в Гёйчае, Агдаме, Шуше и других районах республики. 20 ноября на IX Всеазербайджанском чрезвычайном съезде Советов Шарифзаде был избран депутатом на VIII Всесоюзный чрезвычайный съезд Советов. 11 декабря депутат Шарифзаде встретился с бакинскими артистами в театре имени Азизбекова. 19 декабря состоялась встреча депутата VIII Всесоюзного чрезвычайного съезда Советов Шарифзаде с тружениками Кировобада.

### Арест
В 1937 году, в разгар сталинских репрессий, из Москвы в Баку приходит телеграмма, в которой, как отмечает историк Джаби Бахрамов, говорилось что в Азербайджанской ССР «не выполняется план по выявлению врагов народа». Вскоре жертвой этих репрессий становится и Шарифзаде.
Вечером 3 декабря 1937 года Азербайджанский государственный театр в здании драматического театра, построенного ещё до революции бакинским миллионером-благотворителем Гаджи Зейналабдином Тагиевым (ныне в этом здании расположен Азербайджанский театр музыкальной комедии), давал «Макбета». Главную роль играл Аббас-Мирза Шарифзаде. Это была последняя встреча актёра со зрителями. По словам очевидцев, Шарифзаде «был непривычно грустным, близко подходил к рампе и широко разводил руками в глубоком поклоне, словно хотел на прощанье всех обнять».
После спектакля актёры остались в дворике театра. Аббас-Мирза сел играть в нарды. Вскоре во двор вошли два человека, встав по разные стороны от Шарифзаде и будто-бы наблюдая за игрой. Шарифзаде поднял голову и посмотрел на незнакомцев и, как пишет Азад Шарифов, «сразу как-то сник». Потом актёр внезапно встал и громко сказал: «Мян гетдим!» (что означает «Я ушёл»). После чего Шарифзаде направился к выходу. Пришедшие за ним молча пошли следом. По свидетельству костюмерши театра, которую они случайно встретили, на улице около чёрной «эмки» стояло ещё двое человек. Аббаса Мирзу втолкнули в машину, которая уехала с места в сторону здания НКВД Азербайджанской ССР. Костюмерша ворвалась в театральный дворик с криком «Аббаса забрали!».

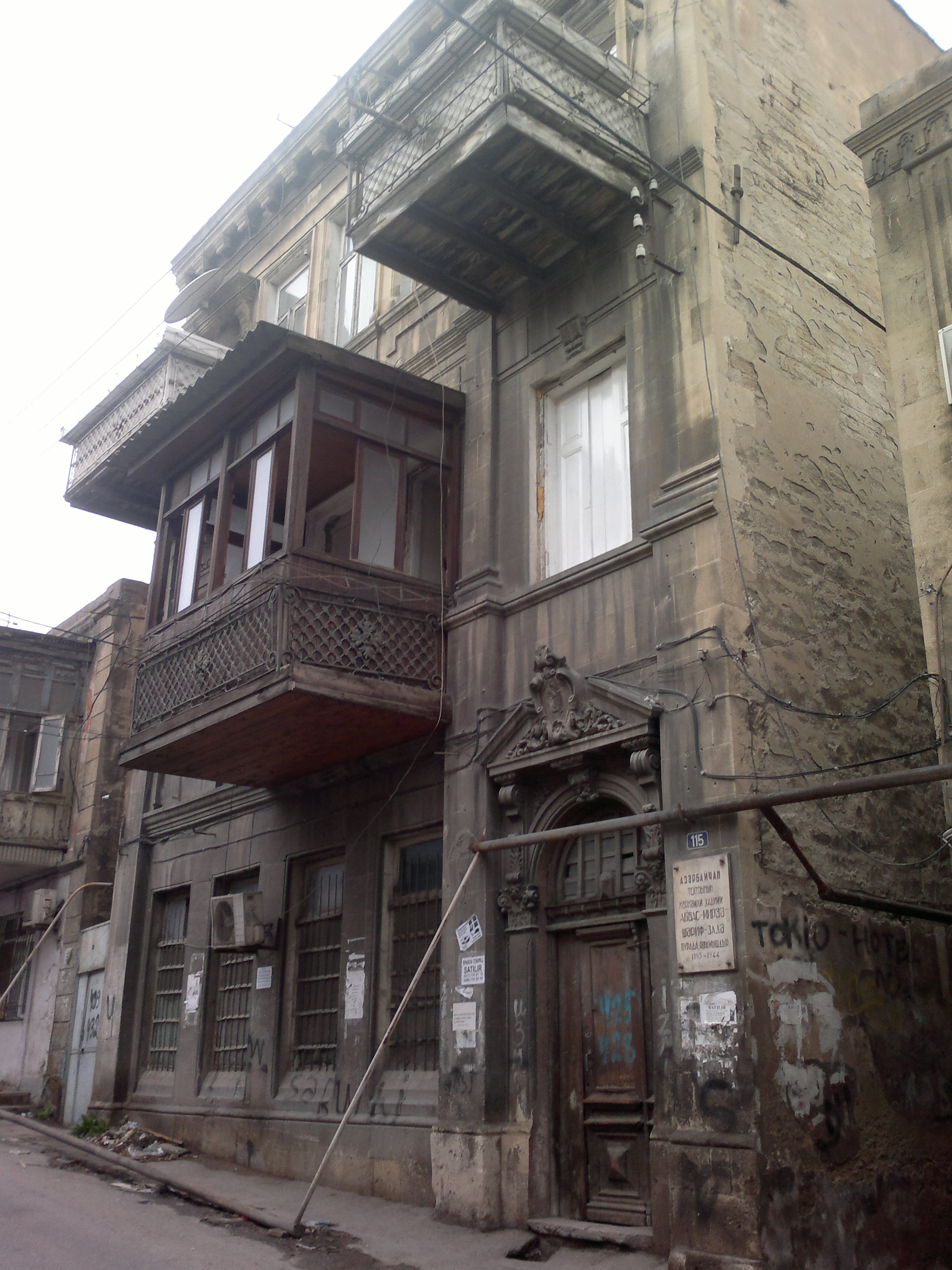
Дом в Баку, в котором жил Аббас-Мирза Шарифзаде (улица Мирзга Аги Алиева, 115)

С той минуты никто из знакомых Шарифзаде больше его не видел. В это же время на квартире актёра по улице Чадровой 115 (ныне эта улица носит имя Мирза Аги Алиева) уже несколько часов шёл обыск. Всё конфисковалось, книги, пьесы, театральные костюмы, парики, афиши, газетные рецензии, в том числе и записи на арабском шрифте, которые вскоре были занесены в папки в качестве «компромата» и «вещдока», свидетельствующие, как думали сотрудники НКВД, о преступных связях актёра с иранской разведкой, задания, которой он якобы получал через некоего киоскёра, у которого Шарифзаде покупал газеты (вскоре выяснилось, этот работник киоска был провокатором). На самом деле Аббас-Мирза Шарифзаде пользовался арабским шрифтом для записей текстов пьес и своих актёрских ролей. В то время почти все грамотные азербайджанцы владели арабским шрифтом (латинский алфавит стал официально использоваться только в 1928 году, а в 1938 году был заменён на кириллицу). На актёра было составлено сфабрикованное следственное дело № 22134.

### Допрос и расстрел
Шарифзаде обвиняли в шпионаже в пользу Ирана. В качестве доказательства указывались его частые визиты в персидское консульство в Гяндже в 1932 году. В реальности же это были дружеские встречи, которые были организованы самим консулом, являвшимся большим поклонником азербайджанского театра, и любившего вечера в компании актёров. Другим серьёзным поводом к аресту была политическая деятельность родного брата Шарифзаде Гулам-Мирзы Шарифзаде, чиновника независимой Азербайджанской Демократической Республики в 1918—1920 годах, жившего к тому времени в эмиграции. Шарифзаде также обвиняли в пропаганде творчества репрессированных поэтов — Микаила Мушфига и Гусейна Джавида.
После обретения Азербайджаном независимости стало возможным изучить следственное дело Аббаса Мирзы Шарифзаде. По словам филолога Фазиля Рахманзаде, в застенках НКВД, согласно делу, Шарифзаде оказался только за то, что имел близкие связи с Гусейн Джавидом и Ульви Раджабом, которые были ложно обвинены в буржуазном национализме, а также за то, что имел контакты с Рухуллой Ахундовым, «обличённым» в руководстве подпольной контрреволюционной организацией.
В протоколе одного из первых допросов, состоявшегося в январе 1938 года, примерно через месяц после ареста на вопрос «Признаете ли Вы себя виновным?» Шарифзаде ответил: «Не признаю…». Далее следователь спрашивает:
— Но вы примкнули к мусаватской партии в период её господства в Азербайджане.

— Нет, в мусаватской партии я не состоял никогда, позицию мусаватистов не разделяю…

— Следствие предлагает вам рассказать всю правду о ваших политических убеждениях.

— Я полностью стою за власть Советов. Задания коммунистической партии и Советского правительства являются для меня законом. Я никогда ничего не делал против советской власти.

— Однако вы знали об антисоветской деятельности Гусейна Джавида и других писателей, приверженных к националистическим взглядам. Знали и пропагандировали их произведения, проводили пантюркистскую линию. Ведь из них состоит весь ваш репертуар.

— Ничего плохого не могу сказать об этих писателях. А произведения их служили прежде всего интересам азербайджанского народа. Я же как артист, стремился как можно лучше сыграть порученные мне роли…

— Что связывало вас с Рухуллой Ахундовым?

— Никаких отношениях с ним не состоял. Только однажды, после спектакля «Макбета» он поздравил меня с актёрской удачей. И ещё разговаривал с ним по телефону по поводу моего выезда в Кировабад.

— Следствие требует от вас чистосердечного признания.

— Мне не в чём признаваться…
Датированные апрелем 1938 года очные ставки Шарифзаде с несколькими арестованными деятелями культуры свидетельствуют, что когда актёра спросили, подтверждает ли он показания о том, что вербовал их для шпионской деятельности на территории Советского Союза, Шарифзаде тихим голосом проговорил: «…Да, подтверждаю. Я вербовал для шпионской работы в пользу иранской разведки некоторых своих знакомых».
После допросов и пыток, которые длились 11 месяцев и 13 дней, было составлено обвинительное заключение, гласившее:
Шарифзаде признал себя виновным в том, что вербовал для шпионской работы в пользу иранской разведки начальника Главреперткома Управления по делам искусств Махмудова Махмуда Бала Ами оглы…

Показания руководителя националистической антисоветской организации в Азербайджане Р. Ахундова свидетельствуют об активном участии А. Шарифзаде в мусаватской организации, действующей в Баку…
Из дела Шарифзаде известны фамилии следователей, сфабриковавших это дело. Это Борисов, Мустафаев, Перельман, Абдуллаев, Шнейдер и другие. После реабилитации жертв репрессий стала известна судьба некоторых из них. К примеру стало известно, что следователи Перельман и Шнейдер были арестованы, и во время допроса признались, что сыграли свою «роль» при «обработке» заключённого Шарифзаде.
19 октября 1938 года «тройка» НКВД Азербайджанской ССР утвердила обвинительное заключение и приговорила Аббаса Мирзу Шарифзаде к «смертной казни за шпионскую деятельность с конфискацией всего имущества». Но следователи нуждались в письменном признании подсудимого, в связи с чем через неделю после утверждения приговора, 25 октября 1938 года, согласно книге Рахманзаде, сломленный многомесячными пытками Аббас-Мирза был приведён к следователю. Актёр вынужден был подписать письменное признание «во всех совершенных преступлениях». Как пишет Рахманзаде, Шарифзаде обещали, что на суде (в действительности никакого суда так и не было) это признание может заменить расстрел пожизненным тюремным заключением. Это признание было единственное собственноручно написанное признание Аббас-Мирзы Шарифзаде. Подлинник этого признания, которое также сохранилось в архиве, был также подшит к делу.
Шарифзаде был признан виновным по всем статьям и 16 ноября 1938 года в 9 часов 30 минут утра расстрелян по делу № 22134 в подвалах НКВД. Никто не знает, где похоронен Шарифзаде и был ли он похоронен вообще. Позднее в советских источниках указывалось, что Шарифзаде скончался в марте 1938 года.

### Реабилитация

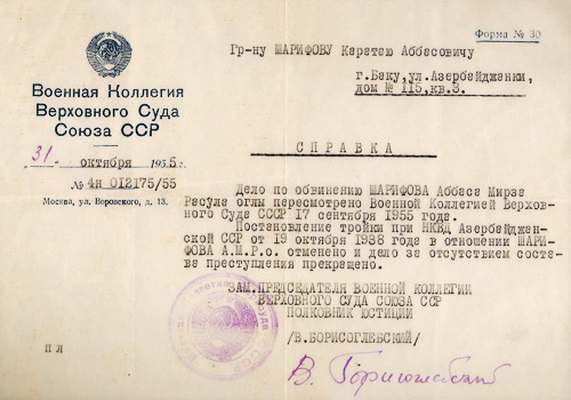
Справка о прекращении дела по обвинению Шарифзаде, выданная 31 октября 1955 года его сыну Каратаю Шарифову

Аббас-Мирза Шарифзаде был посмертно реабилитирован только после смерти Иосифа Сталина. Так, через 17 лет, в период наступившей в стране «хрущёвской оттепели» Аббас-Мирза Шарифзаде оказался среди тех, кого первыми реабилитировали.
Прокуратура СССР признала дело № 22134 полностью сфальсифицированным. 17 сентября 1955 года по протесту прокуратуры приговор был отменён, уголовное дело из-за отсутствия состава преступления — прекращено. Протест был удовлетворён Верховным судом СССР.
31 октября 1955 года сыну Шарифзаде, Шарифову Каратаю Аббасовичу Военной Коллегией Верховного суда СССР была выдана справка о том, что «дело по обвинению Шарифова Аббаса Мирза Расула оглы пересмотрено Военной коллегией Верховного суда СССР 17 сентября 1955 года. Постановление тройки при НКВД Азербайджанской ССР от 19 октября 1938 года в отношении Шарифова А. М. Р. о. отменено и дело за отсутствием состава преступления прекращено».

## Личная жизнь
22 июня 1919 года Аббас-Мирза Шарифзаде женился на Ханифа-ханум Акчуриной. 7 марта 1923 года у них родился сын Эртогрул, а 19 апреля 1925 года — Каратай. Оба сына были названы в честь персонажей, которых Шарифзаде исполнял в спектаклях.
Старший сын Шарифзаде Эртогрул Шарифов стал юристом и многие годы руководил прокуратурами ряда районов Баку, в последние годы своей жизни — прокуратурой Азизбековского района Баку. 20 октября 1951 года младший сын Шарифзаде старший сержант Каратай Шарифов был награждён похвальным листом «за отличные показатели в боевой и политической подготовке и безупречную службу в рядах Советской Армии». Он стал инженером-нефтяником, работал всю жизнь в АзИНМАШе, был главным инженером многих проектов, автором различных разработок, руководителем парторганизации. 22 февраля 1960 года Каратай Шарифов был награждён малой серебряной медалью «за успехи в народном хозяйстве СССР». Оба сына Аббас-Мирзы Шарифзаде скончались в 1973 году от продолжительной тяжелой болезни.
В 1923 году Шарифзаде вступил в отношения с актрисой азербайджанского драматического театра Марзией Давудовой, с которой вместе играл в различных спектаклях. 6 февраля 1924 года у них родилась дочь Фирангиз, названная именем героини спектакля Джафара Джаббарлы «Огтай Эл оглу». Шарифзаде брал Фирагниз на гастроли и опекал. Фирагниз Шарифова впоследствии была удостоена звания народной артистки Азербайджанской ССР. Внук Фирангиз Шарифовой Эльдар Гасымов стал певцом и вместе с Нигяр Джамал принёс Азербайджану победу на конкурсе песни Евровидение-2011.
Ханифа-ханум простила Шарифзаде измену с Давудовой и их семейная жизнь продолжалась, несмотря на влюбчивость Аббас-Мирзы. Ханифа-ханым понимала особенности артистической натуры Шарифзаде. Марзия Давудова была вхожа в дом семьи Шарифзаде, Ханифа-ханум же не препятствовала общению своих сыновей с их сестрой Фирангиз. Сама Фирангиз Шарифова подчёркивает, что никогда не разлучалась со своими братьями Эртогрулом и Каратаем.
В 70-е годы Ханифа-ханым получила статус персонального пенсионера как вдова Аббас-Мирзы. Она скончалась в 1980 году.

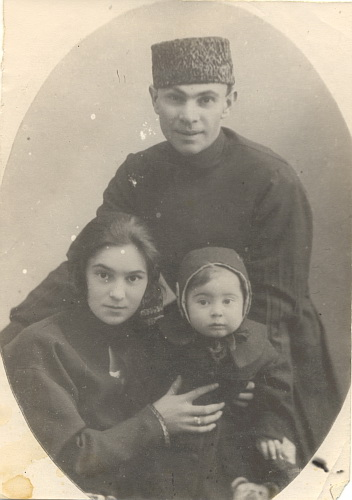
Шарифзаде со своей женой Ханифа-ханум Акчуриной и сыном Эртогрулом
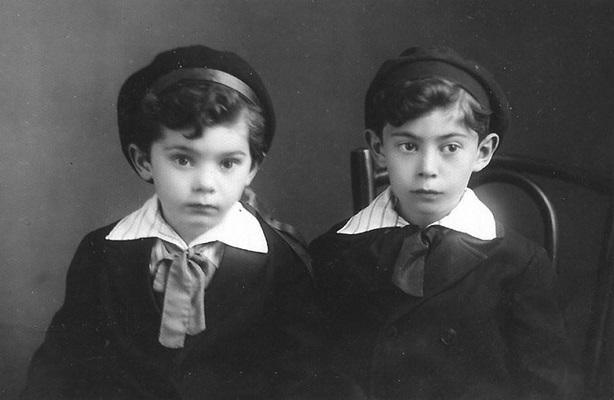
Сыновья Шарифзаде — Эртогрул и Каратай
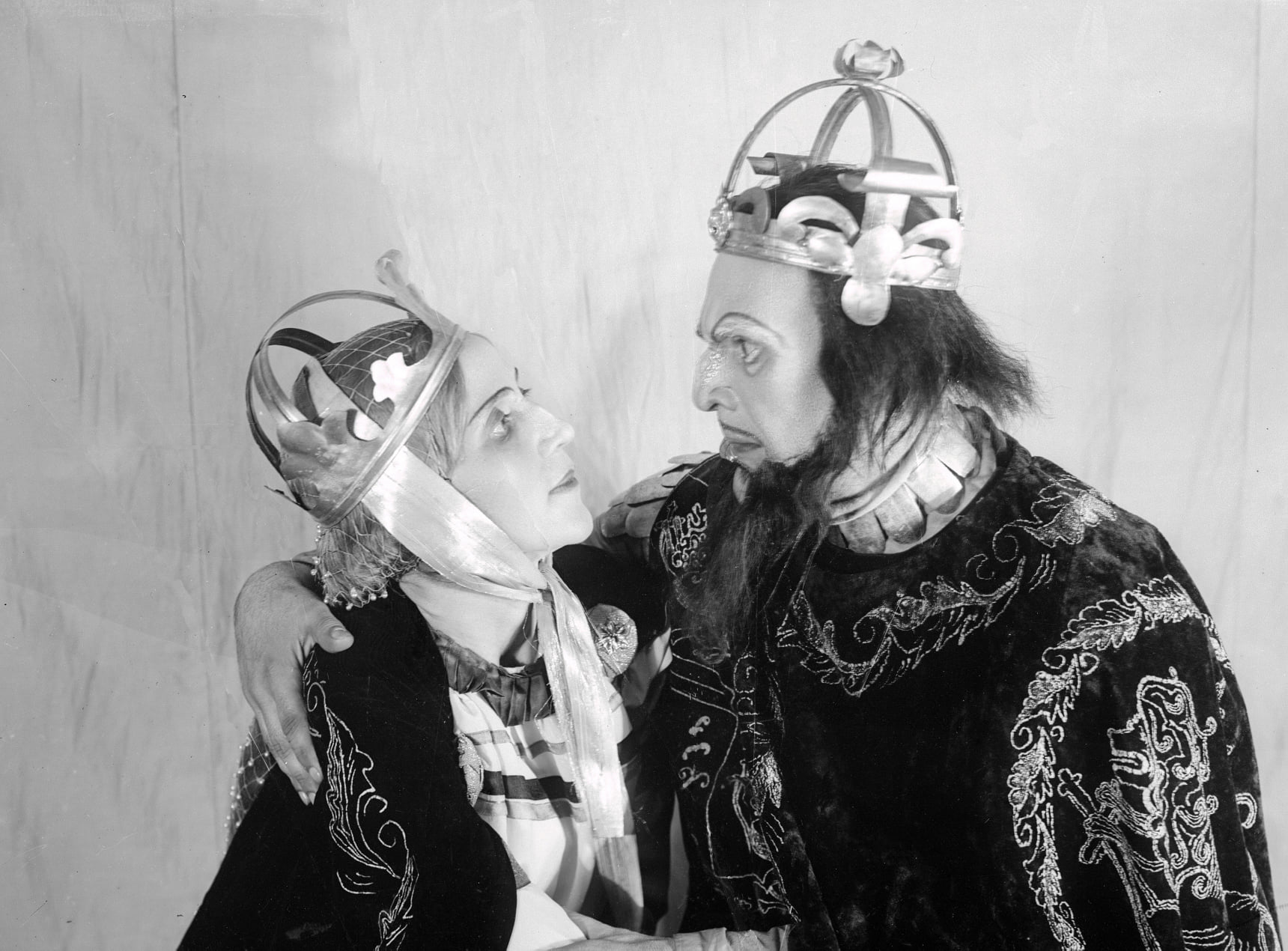
Аббас-Мирза Шарифзаде и Марзия Давудова, играя Макбета
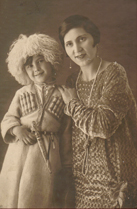
Марзия Давудова с дочерью Фирангиз

## Творчество и отзывы критики

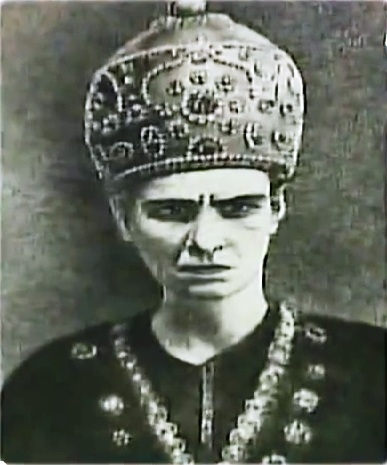
Шарифзаде в роли Ага Мухаммед-хана Каджара

Не имея специального драматического образования, Шарифзаде исполнял главные роли в постановках как местных, так и зарубежных пьес. Одной из его первых удачных ролей считается роль Ага Мухаммед-хана Каджара в одноимённой пьесе Абдуррагим-бека Ахвердова. Композитор Афрасияб Бадалбейли вспоминал, как в ходе дискуссии среди театральных деятелей того времени было признано, что‚ «если А. М. Шарифзаде успешно сыграет роль Каджара, то тем самым он как бы разбудит театральную жизнь, которая впала в спячку после смерти Гусейна Араблинского». Для своего бенефиса в Баку, который состоялся 20 февраля 1915 года в театре братьев Маиловых, Шарифзаде выбрал роль Каджара, которого он уже играл в 1914 году в Иране и на гастролях в Ленкорани. Театральный критик Мамедсадых Ахундов в газете «Баку» от 22 февраля 1915 года писал, что «артисты сыграли очень хорошо, в особенности хозяин бенефиса, зал был полон».
Будучи актёром реалистического жанра, за 30 лет своей сценической деятельности актёр создал ряд запомнившихся образов в национальной, а также мировой драматургии. Шарифзаде был первым исполнителем ряда образов в национальной драматургии. Среди ролей в азербайджанской драматургии известны такие его роли как Балаш, Айдын, Огтай, Эльхан, Эйваз («Севиль», «Айдын», «Октай Эль-оглы», «Невеста огня», «В 1905 году» Джафара Джаббарлы), Шейх Санан, Иблис, Сиявуш, Князь («Шейх Санан», «Иблис», «Сиявуш», «Князь» Гусейна Джавида), Надир шах («Надир шах» Наримана Нариманова), Каджар («Ага Мохаммед-шах Каджар» Абдуррагим-бек Ахвердов) и др.

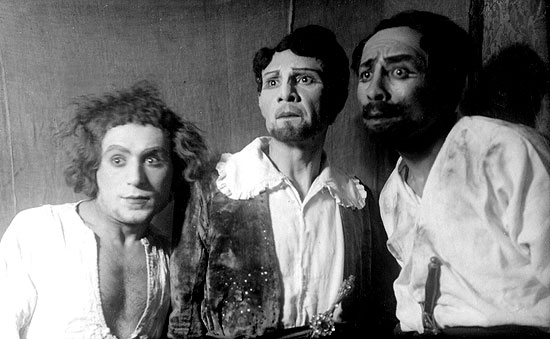
Гаджиев, Шарифзаде (в центре, в роли Карла Моора) и Курбанов. «Разбойники» Фридриха Шиллера

В зарубежной классике Шарифзаде сыграл такие роли как Отелло, Гамлет, Макбет («Отелло», «Гамлет», «Макбет» Уильяма Шекспира), Карл Моор («Разбойники» Фридриха Шиллера), Акосту («Уриэль Акоста» Карла Гуцкова), Геве («Кузнец Геве» Шамседдин Сами), Гюлаб («Шахнаме» Мкртича Джанана), Дубровский («Дубровский» Александра Пушкина), Кречинский («Свадьба Кречинского» Александра Сухово-Кобылина), Барон («На дне» Максима Горького), Зер-Сибан («Загмук» Анатолия Глебова) и др..
Как пишет статья об актёре в Азербайджанской советской энциклопедии, в творчестве Шарифзаде выражена «мораль, мечты народа, его революционные наклонности», а также, что искусство Шарифзаде являлось «одной из наивысших ступеней развития азербайджанской сценической культуры». Начиная с «Иблис» (1920 год), Шарифзаде играл практически во всех новых спектаклях Азербайджанского государственного театра, главным образом ставившихся по пьесам Джаббарлы и Джавида, Шиллера и Шекспира. Кубад Касимов писал, что после покойного Араблинского тюркский театр связан с именем Шарифзаде. Большая советская энциклопедия отмечала, что Аббас-Мирза Шарифзаде сыграл значительную роль в истории Азербайджанского драматического театра.

### Актёрское амплуа

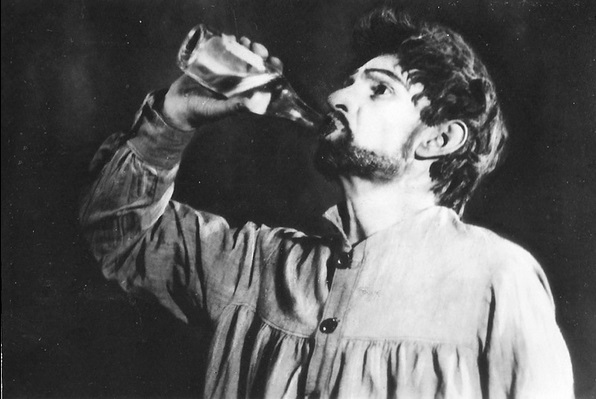
Шарифзаде в роли Айдына. Трагедия Джафара Джаббарлы «Айдын»

Аббас-Мирза Шарифзаде был известен в первую очередь как актёр-трагик. Литературовед Гюльрух Алибекова называла Шарифзаде «великим актёром-трагиком». На формирование сценического мастерства Шарифзаде как актёра-трагика огромное положительное влияние оказало творчество Гусейна Араблинского. Искусствовед Джафар Джафаров отмечал, что ещё с дореволюционных лет, Шарифзаде играл много ярких отрицательных образов трагического характера. В советский период главным трагическим образом, который играл Шарифзаде стала роль Иблиса — дьявола из одноимённой трагедии Гусейна Джавида, который, по словам Джафарова, «был поднят актёром на уровень высокой трагедии». Впоследствии Шарифзаде уже был известен как исполнитель таких трагических ролей мирового масштаба, как Гамлет и Макбет.
Но Шарифзаде играл и в комедиях. Так, в 1927 году он впервые сыграл Хлестакова в пьесе Николая Гоголя «Ревизор». Об этом исполнении Шарифзаде позже вспоминал:
«Ревизор» Гоголя сыграл очень большую роль в моём артистическом искусстве. Поскольку я привык играть трагических героев, создание образа комичного Хлестакова было для меня самой серьёзной проблемой. Постарался и сыграл.
Но дело этим не кончилось. После Хлестакова Шарифзаде, для которого по словам публициста Гаджибабы Назирли, этот образ стал самой лучшей и поучительной школой, сыграл Дон Жуана Мольера. После этого Шарифзаде выступил в комичной роли в «Дураке» Фульды, а в произведении Горького «На дне» успешно, как пишет Назирли, сыграл Барона.

### Герои Джавида в исполнении Шарифзаде
Впервые в пьесах Гусейна Джавида, своего современника, Аббас-Мирза Шарифзаде выступил 21 декабря 1920 года на сцене Государственного театра в роли Иблиса (пьеса «Иблис»). Кроме этого Шарифзаде сам же и был режиссёром постановки. О выступлении Шарифзаде 2 октября 1921 года в роли Иблиса Халил Ибрагимов в газете «Коммунист» писал, что искусно сыграв роль Иблиса, «Шарифзаде заработал славу для своего мастерства на тюркской сцене».
19 ноября 1921 года на сцене Государственного театра Шарифзаде сыграл роль Шейх Санана (пьеса «Шейх Санан»). Его супруга Ханифа-ханум Акчурина писала, что «Шарифзаде очень внимательно готовил одну из своих любимых ролей, роль Шейх Санана, вместе с Гусейном Джавидом сидел до полуночи, а иногда и до утра, работал, выпив огромное количество кофе».
14 апреля 1922 года впервые была поставлена пьеса «Афет». Роль Эртогрула в этом произведении сыграл Шарифзаде, и как писал Дадаш Буниатзаде, «прекрасно выразил возложенную на него тяжёлую обязанность». 2 июня этого же года Шарифзаде, сыграл роль Джалала в пьесе «Пропасть», выбрав эту роль для своего бенефиса. Рашид Юсифзаде отмечал, что то, что Шарифзаде выбрал пьесу «Пропасть» для своего бенефиса, показывает то, что он высоко ценит новые произведения. 15 декабря Шарифзаде сыграль роль Шейды в одноимённой пьесе Джавида. Хорошую игру Шарифзаде в этой роли отмечала газета «Коммунист» от 18 декабря 1922 года.
15 ноября 1926 года Аббас-Мирза Шарифзаде сыграл роль поэта Кирмани в пьесе «Хромой Тимур». Асад Тахир в газете «Коммунист» от 17 ноября отмечал хорошую игру Шарифзаде в этой роли.
14 апреля 1930 года заслуженный актёр Шарифзаде сыграл главную роль в пьесе «Князь». Агаселим Манафлы и Эмин Садыг писали, что Шарифзаде создал роль Князя «совсем по другому, представив его как аристократа и как члена правительства». Они также отмечали, что несмотря на то, что эта роль требует уродливого лица и отвратительных движений, Шарифзаде, сумел вызвать у зрителей жалость к Князю. В октябре 1934 года он сыграл роль Сиявуша в одноимённой пьесе Джавида. Эту же роль он сыграл в апреле 1936 года. В этот день эта пьеса стала 100-й пьесой, поставленной на сцене Азербайджанского государственного драматического театра.
Сам Гусейн Джавид писал:
…Аббасмирза Шарифзаде является простым и чистым человеком. Однако, в этой простоте присутствует величие… Аббасмирза показал в истории сцены незабываемые акты героизма

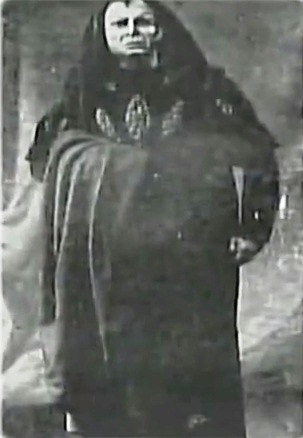
В роли Иблиса («Иблис»)
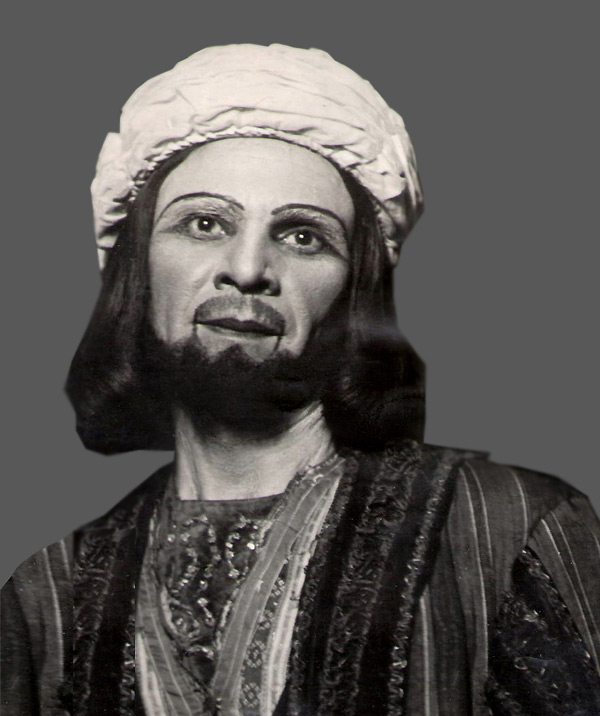
В роли Шейх Санана («Шейх Санан»)
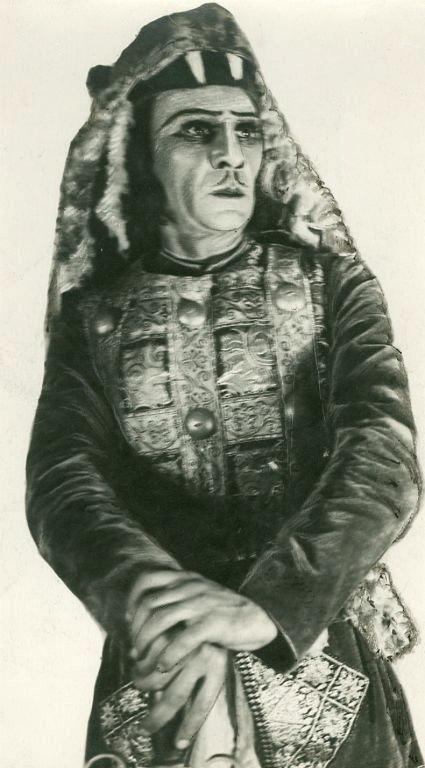
В роли Сиявуша («Сиявуш»)
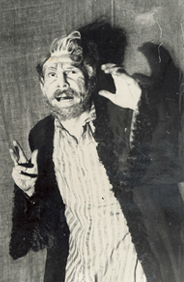
В роли Князя («Князь»)

### Герои Шекспира в исполнении Шарифзаде
Вершиной актёрского мастерства Аббаса-Мирзы Шарифзаде считаются исполненные им герои Уильяма Шекспира. Согласно Азербайджанской советской энциклопедии, Шарифзаде исполнял эти роли довольно пластично, с психологической глубиной и темпераментом. Шарифзаде был известен как один из мастерски исполнявших роли Гамлета, Отелло и Макбета. В азербайджанской и московской прессе выступление Шарифзаде в роли Гамлета оценивалось как «великая победа советского театра».

#### Отелло

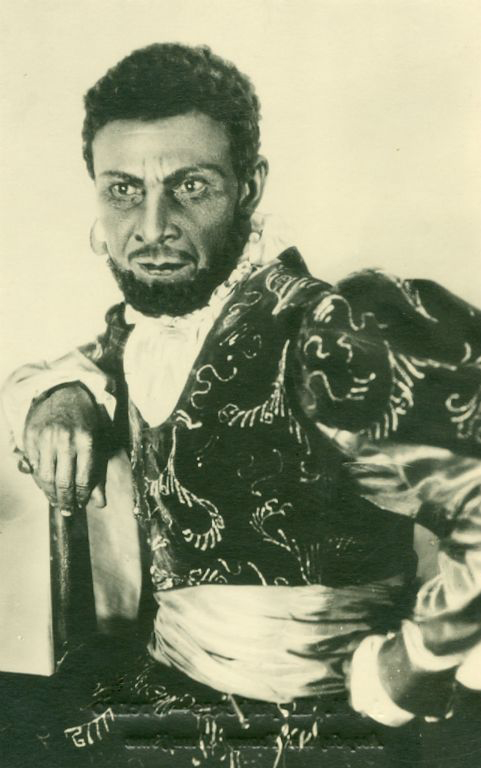
Аббас-Мирза Шарифзаде в роли Отелло

Сыграть роль Отелло было заветным желанием Аббас-Мирза Шарифзаде. Примером игры Отелло для Шарифзаде служила игра Гусейна Араблинского. Вскоре после гибели Араблинского, Отелло в 1919 году сыграл молодой Шарифзаде. Так, 12 декабря 1919 года руководством Азербайджанского государственного театра была поставлена трагедия «Отелло». О первом выступлении Шарифзаде в роли Отелло сохранилось очень мало сведений, но, ссылаясь на поздние спектакли, Джафар Джафаров отмечает, что актёр играл так, как учил его учитель Араблинский.
Об исполнении им роли Отелло газета «Азербайджан» от 14 декабря 1919 года писала, что «Аббас-Мирза Шарифзаде в роли Отелло заслужил успех» и что в длительной и упорной работы над ролью «актёр, как разговором, так и движением, сумел создать тип ревнивого араба». Критики отмечали успешное исполнение Шарифзаде Отелло, указывая на значимость спектакля для азербайджанского театра.
Впервые удививший Шарифзаде в 1919, в спектакле «Отелло», литературовед Мамед Ариф отмечает, что наряду с тем, что Шарифзаде показал мучения Отелло более выпукло, он мог бы более эффективно передать его величие, великолепие и смысл в самоубийстве. С другой стороны, как пишет Мамед Ариф, Шарифзаде смог оживить несколько скучный финал пьесы.
Критик Азиз Шариф, говоря о постановке «Отелло» в 1925 году, в бакинской газете «Ени йол» («Новый путь») от 6 января писал, что Шарифзаде, и сам будучи восточным человеком, сумел воплотить всю психологию, восточную ревнивость Отелло как человека Востока. Рашид Юсифзаде, в газете «Коммунист» от 7 января, отмечая «красивую игру» Шарифзаде, указывал, однако, что в спокойных частях крайняя разгневанность была лишней. Один из виднейших журналистов республики Акиф Кязим в газете «Коммунист» от 3 ноября писал, что в роли Отелло в игре Шарифзаде было мало нового. Асад Тахир в той же газете от 19 декабря, сравнивая исполнение Шарифзаде роли Отелло на сцене Государственного тюркского театра с исполнением армянского актёра Абеляна (за день на этой же сцене), отмечал темпераментную и «более успешную» игру Аббас-Мирзы.
12 февраля 1926 года Шарифзаде впервые выступил на тифлисской сцене. Как писал в газете «Ени фикир» один из руководителей «Тифлисского драматического общества» Алимирза Нариманов, для своего дебюта Шарифзаде выбрал роль Отелло (Дездемону играла Сурая Каджар).
В 1933 году на сцене Гянджинского драматического театра Шарифзаде играл Отелло в паре с Алескером Алекперовым.
23 марта 1935 года было отмечено 15-летие выступления Шарифзаде в роли Отелло.

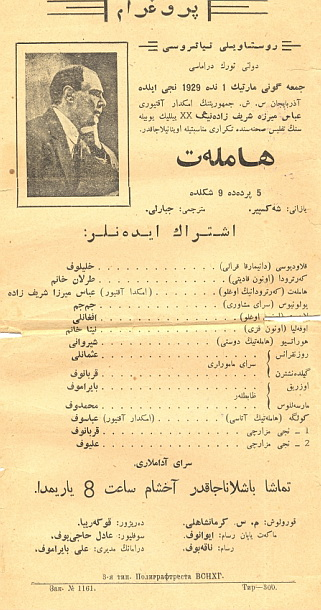
Программа «Отелло» с Шарифзаде в главной роли. Государственный театр имени Руставели, 1929 год
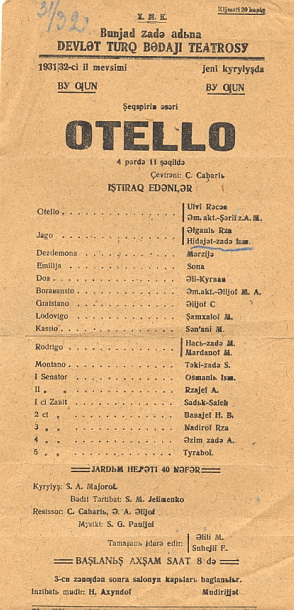
Программа «Отелло» с Шарифзаде в главной роли. Государственный тюркский театр имени Дадаша Бунтатзаде, 1930/31 гг.

#### Гамлет

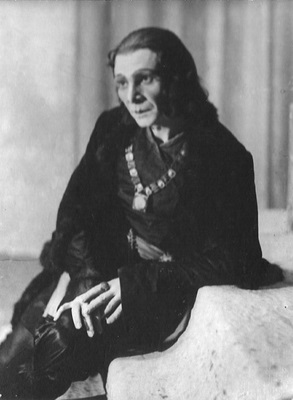
Аббас-Мирза Шарифзаде в роли Гамлета

Шарифзаде, ещё молодой, мечтал, как в своё время и Гусейн Араблинский, сыграть Гамлета. 22 декабря 1926 года Азербайджанский государственный театр впервые на азербайджанской сцене поставил трагедию «Гамлет». Главная роль в спектакле была с большим успехом сыграна Аббас-Мирзой Шарифзаде. Созданный им образ Гамлета привлекал своим благородством, глубоким философским содержанием. В отличие от оригинальной пьесы, место действия в постановке азербайджанского театра было перенесено на Восток без указания конкретного времени. По мнению режиссёра-постановщика Александра Туганова, восточный колорит постановке должны были придать восточные костюмы, музыка, имена героев, их жесты и движения. Тем не менее оригинальный текст произведения не был изменён. Театр считал свой метод раскрытия трагедии правильным и был убеждён, что подобное толкование является «национальной интерпретацией произведений мирового репертуара». Переводчиком трагедии на азербайджанский язык был Джафар Джаббарлы, который также принимал активное участие в постановке спектакля и также считал работу театра творческим экспериментом. М. Кулиев, который оправдывал и поощрял «восточный» стиль постановки, считал постановку интернациональным, временным произведением, не связанным с конкретной историей. Кулиев утверждал, что театр идёт по правильному пути и отвечает «всем насущным требованиям современного театрального искусства».
Однако, восточный стиль постановки был раскритикован рядом авторов, которые, однако, всё же отмечали правдивое исполнение Гамлета Шарифзаде.
Как местные, так и московские, ленинградские, тбилисские и ереванские критики, а также жюри Всесоюзной театральной олимпиады в Москве отмечали высокий уровень игры актёров. В частности, как отмечает искусствовед Тамилла Юсуфбейли, исполнение роли Гамлета Аббас-Мирзой Шарифзаде «вызвало единодушные похвалы и было признано одним из выдающихся актёрских достижений». По её словам, восточный характер спектакля не помешал Шарифзаде точно отобразить Гамлета на сцене. Согласно Юсуфбейли, постановку спасла именно игра Шарифзаде, затмив её недостатки.
Так, «Красная газета» писала:
Гамлет сделан хорошо. Этот образ прекрасно дан большим актёром Шарифовым. Большой темперамент, культурный жест, прекрасная дикция актёра и классическая трактовка роли спасли спектакль, превратив его в победу тюркского театра.

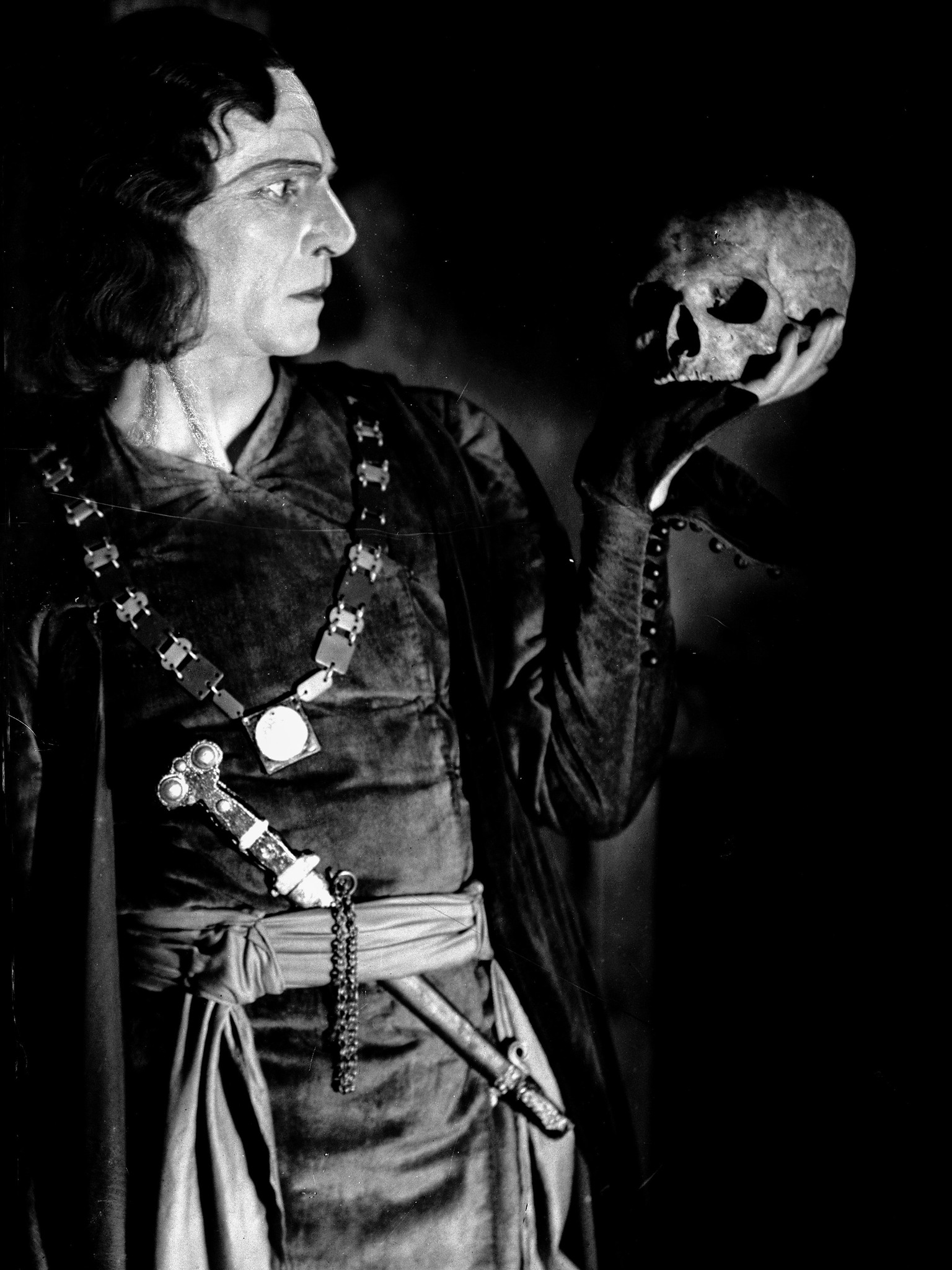
Аббас-Мирза Шарифзаде в роли Гамлета произносит монолог «Быть или не быть». Сезон 1926/27. Азербайджанский государственный театр

Тамилла Юсуфбейли выделяет три ступени в исполнении Гамлета Аббас-Мирзой Шарифзаде, тесно связанными между собой. Согласно Юсуфбейли, в первой ступени Шарифзаде показывает зрителю страдания и одиночество главного героя. Во второй ступени Гамлет в исполнении Шарифзаде встречается с призраком, становится более задумчивым, в нём появляется желание бороться и мстить.
Шарифзаде, хорошо почувствовал философское содержание произведения, достиг, как отмечает Юсуфбейли, «огромной силы в передаче глубины мыслей Шекспира». Искусствовед пишет, что Гамлет Шарифзаде представлял собой задумчивого философа, который чувствовал, что одинок «в борьбе с мировым злом». Тамилла Юсуфбейли отмечает большую сосредоточенность и внутреннюю взволнованность Шарифзаде во время произнесения им монолога «Быть или не быть», отмечая при этом достижение актёром трагического пафоса. В сцене же с могильщиками Шарифзаде раскрывал пессимизм и скептицизм Гамлета, спокойно рассуждающего о бесмыссленности жизни.

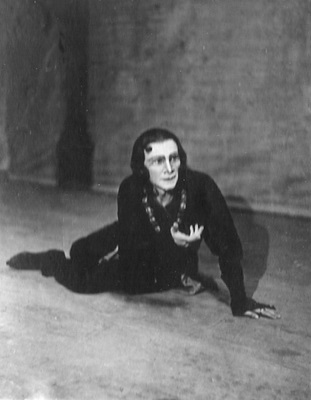
Смерть Гамлета в исполнении Аббас-Мирзы Шарифзаде

По мнению Юсуфбейли, Гамлет в исполнении Шарифзаде представлял собой гуманиста и борца против «мирового зла». Так, тема гуманизма раскрывалась актёром в сцене с Офелией (Ева Оленская), а в сцене встречи Гамлета с матерью (Марзия Давудова) Юсуфбейли выдеялет благородство и человечность главного героя в исполнении Шарифзаде. Гамлета Шарифзаде показывал то любящим сыном, то яростным обличителем и судьей. Слова Гамлета Шарифзаде в сценах, в которых он разоблачал в людях зло, лицемерие, ложь, коварство, преступление, звучали, по словам Юсуфбейли, очень эмоционально и страстно. В сценах беседы с Клавдием (С. Салимбеков, А. Курбанов), Полонием (Мустафа Марданов), Гильденстерном и Розенкранцем Шарифзаде показывал Гамлета более беспощадным, ярко выражая своё недовольство. В словах Гамлета Шарифзаде здесь звучал то горький сарказм, то спокойное хладнокровие, то усмешка. Яркая и темпераментная игра Шарифзаде отмечается искусствоведом и в сцене разоблачения им короля.
Несмотря на то, что Гамлет в исполнении Шарифзаде был сильным и волевым, он был также и одиноким. Шарифзаде не играл Гамлета, не показывая зрителю его меланхолию, грусть и сомнения, его внутренние противоречия. Смерть Гамлета Шарифзаде показывал как гибель благородного человека, стремившегося найти правду и справедливость, который противостоял за светлые и гуманистические идеалы, но проиграл в неравной борьбе.
Тамилла Юсуфбейли подчёркивает, что игра Шарифзаде «сочетала безудержные, страстные порывы, огненную, темпераментную сокрушительность с глубоким проникновением в философскую сущность мыслей печального, скорбного Гамлета». По словам искусствоведа Джафара Джафарова, Гамлет Шарифзаде стал синтезом печального Шейха Санана и Карла Моора с его бунтарским духом, которых до этого играл актёр.
Гамлет Аббаса-Мирзы Шарифзаде вызвал восторженные отзывы и всеобщие похвалы. Газета «Известия» писала: «Роль Гамлета нашла в лице Шарифова прекрасного вдумчивого исполнителя». Ленинградский журнал «Жизнь искусства» подчёркивал:
Гамлет в исполнении замечательного тюркского актёра Аббаса М. Шарифова заслуживает быть отмеченным как большое достижение в истории тюркского актёрского искусства. Может быть, в нем слишком много истерии и нервозности, слишком подчеркнута раздвоенность натуры, но общие контуры трактовки и подачи роли говорят о большом художественном мастерстве.
Кубад Касимов в своей статье «Гамлет на тюркской сцене» («Бакинский рабочий», 27 декабря 1926) писал, что созданный Шарифзаде образ Гамлета воздействовал на всю сущность зрителя, а игра актёра «оживила Гамлета со всей его сущностью».

#### Макбет

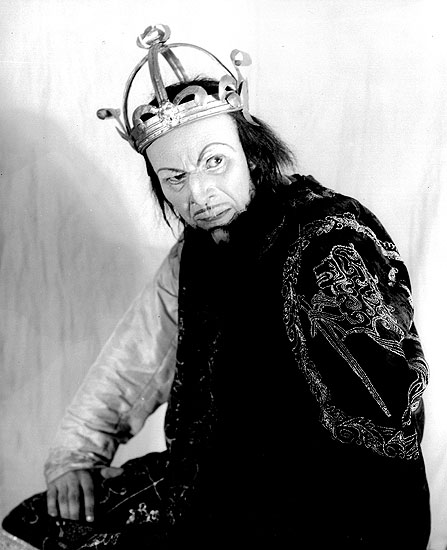
Шарифзаде в роли Макбета. Азербайджанский государственный драматический театр. 1936 год

9 февраля 1936 года Азербайджанский государственный театр имени Азизбекова издал приказ о награждении Шарифзаде 300 рублями за усердную подготовку пьесы Макбет. 22 февраля в газете «Ени йол» и «Гендж ишчи» («Молодой рабочий») Шарифзаде писал, что считает Макбета самым сложным произведением Шекспира. Шарифзаде должен был играть главную роль — роль Макбета. Готовясь к этой роли, Шарифзаде, по его же словам, изучал критику таких литературоведов как Фриче, Луначарский, Коган и др.
12 марта 1936 года решением правительства республики, «принимая во внимание беспримерные творческие заслуги» Аббас-Мирзы Шаризаде в роли Макбета в одноимённом спектакле, он и наряду с ним Марзия Давудова (леди Макбет) и режиссёр-постановщик Александр Туганов были удостоены почётных званий народных артистов Азербайджанской ССР.
Наконец, 15 марта 1936 года на сцене Государственного драматического театра был поставлен «Макбет». Главную роль играл Аббас-Мирза Шарифзаде. И. Новрузов и Джафар Хандан 22 марта в газете «Гендж ишчи» писали, что Аббас-Мирза Шарифзаде в пьесе создал образ Макбета правильно и с оригинальностью. Дадаш Буниатзаде в «Литературной газете» от 24 марта писал, что в роли Макбета Шарифзаде достиг вершины своего творчества, оставив позади все другие свои роли. Исрафил Джахангиров в газете «Коммунист» от 27 марта писал, что яркая игра Шарифзаде в роли Макбета показывает все потенциальные возможности прекрасного трагика и морально-техническое величие этого таланта. Вл. Роговской в газете «Заря Востока» от 23 марта писал, что «Макбет Аббас-Мирзы — это образ сильного человека, рождённого общественными расколами шекспировской эпохи, внутри которого бурлят страсти». Критик Мехти Гусейн в «Литературной газете» от 3 апреля писал, что образ Макбета является новым и высоким уровнем в развитии Шарифзаде.

### Список ролей Шарифзаде
В списке в хронологическом порядке представлены роли, которые сыграл Шарифзаде, и даты первых выступлений.
1908
| Роль          | Произведение   | Автор             |
| ------------- | -------------- | ----------------- |
| Немая девушка | Мнимый больной | Жан Батист Мольер |

1909
| Роль   | Произведение   | Автор                | Число      |
| ------ | -------------- | -------------------- | ---------- |
| Рустам | Кузнец Геве    | Шамсаддин Сами       | 24 апреля  |
| Шакиб  | Джевдет-бей    | Мухаммад Эхсан       | 4 ноября   |
| Бадал  | Гаджи Кара     | Мирза Фатали Ахундов | 11 декабря |
| Азиз   | Жизнь артистов | Лентовский           | 18 декабря |

1911
| Роль               | Произведение       | Автор                   | Число     |
| ------------------ | ------------------ | ----------------------- | --------- |
| Даша               | Книга памяти       | Маттери                 | 2 февраля |
| Один из участников | Голодные молодчики | Абдуррагим-бек Ахвердов | 11 марта  |
| Бахрам             | Кузнец Геве        | Шамсаддин Сами          | 11 апреля |

1912
| Роль         | Произведение               | Автор                   | Число       |
| ------------ | -------------------------- | ----------------------- | ----------- |
| Бестужев     | Газават                    | Ланской                 | 25 мая      |
| Селим-бек    | Разорённое гнездо          | Абдуррагим-бек Ахвердов | 29 июня     |
| Искендер-бек | Гаджи Керим хан Ардабили   | Наджаф-бек Везиров      | 1 сентября  |
| Надир        | Надир-шах                  | Нариман Нариманов       | 26 сентября |
| Шумер        | Разбойники                 | Фридрих Шиллер          | 9 октября   |
| Ашраф-бек    | Из-под дождя да под ливень | Наджаф-бек Везиров      | 12 октября  |
| Мюханна      | Саад ибн Ваггас            | Мирза Мамед Ахундов     | 21 октября  |
| Парвиз       | Кузнец Геве                | Шамсаддин Сами          | 30 октября  |
| Аслан        | Цветы Кавказа              | Батшала                 | 20 ноября   |
| Солдат       | Гырт-гырт                  | Мадатов                 | 24 ноября   |
| Ислам-бек    | Родина                     | Намик Кямал             | 26 ноября   |
| Тариг        | Тариг ибн Зияд             | Абдулхаг Гамид          | 22 декабря  |

1913
| Роль             | Произведение     | Автор                    | Число      |
| ---------------- | ---------------- | ------------------------ | ---------- |
| Абасали          | Безденежье       | Иван Тургенев            | 10 января  |
| Барклай де Толли | 1812             | Бахметьев                | 25 января  |
| Зохраб           | Рустам и Зохраб  | Ахмед Гамарлинский       | 19 мая     |
| Абдуррахман      | Езид ибн Муавийа | Мехди-бек Гаджибабабеков | 20 декабря |

1914
| Роль                    | Произведение            | Автор                   | Число      |
| ----------------------- | ----------------------- | ----------------------- | ---------- |
| Раджаб, Демир-бек       | Арнауты                 | Шамсаддин Сами          | 24 января  |
| Ага Мухаммед-шах Каджар | Ага Мухаммед-шах Каджар | Абдуррагим-бек Ахвердов | 21 мая     |
| Нифтали                 | Дашдым-дашдым           | М. Казымовский          | 23 мая     |
| Гачаг Керем             | Гачаг Керем             | Мчедишвили              | 17 октября |
| Зохраб                  | Рустам и Зохраб         | Ахмед Меликов           | 30 октября |
| Кассио                  | Отелло                  | Уильям Шекспир          | 26 декабря |

1915
| Роль      | Произведение            | Автор                  | Число       |
| --------- | ----------------------- | ---------------------- | ----------- |
| Агаджавад | Вечернее терпение лучше | Султан Меджид Ганизаде | 4 апреля    |
| Нушираван | Нушираван-адил          | Абдулрасул Шарифов     | 18 сентября |

1916
| Роль       | Произведение      | Автор                   | Число     |
| ---------- | ----------------- | ----------------------- | --------- |
| Аб л ла    | Аб л ла           | Г. Бадраддин, М. Руфат  | 1 января  |
| Бюлгасан   | Халиф на час      | Абдулла Шаиг            | 9 марта   |
| Фахраддин  | Горе Фахреддина   | Наджаф-бек Везиров      | 31 марта  |
| Наджаф-бек | Разорённое гнездо | Абдуррагим-бек Ахвердов | 3 июня    |
| Геве       | Кузней Геве       | Шамсаддин Сами          | 25 ноября |
| Хосров     | Чёрная беда       | Намик Кямал             | 2 декабря |

1917
| Роль         | Произведение     | Автор                   | Число     |
| ------------ | ---------------- | ----------------------- | --------- |
| Саид-бек     | Плоды насилия    | Сакина Ахундзаде        | 20 января |
| Курбан       | Пери Джаду       | Абдуррагим-бек Ахвердов | февраль   |
| Забит        | Родина           | Намик Кямал             | 17 марта  |
| Искандер     | Мертвецы         | Джалил Мамедкулизаде    | 9 апреля  |
| Джахангирбек | Гачахи в прошлом | Наджаф-бек Везиров      | 11 мая    |
| Анварбек     | Абдульхамид      | Рза Заки                | 12 мая    |

1918
| Роль       | Произведение                   | Автор            | Число     |
| ---------- | ------------------------------ | ---------------- | --------- |
| Анвар-бек  | Покорение Эдирны               | Джафар Джаббарлы | 5 января  |
| Бахрам     | Увядшие цветы                  | Джафар Джаббарлы | 2 февраля |
| Рамиз      | Тараблисская война             | Джафар Джаббарлы | 15 марта  |
| Султан-бек | Аршин мал алан                 | Узеир Гаджибеков | 30 мая    |
| Севдимали  | Наш арендатор покончил с собой | М. С. Ахундов    | 20 июня   |
| Хамбал     | Не та, так эта                 | Узеир Гаджибеков | 25 июня   |
| Падишах    | Асли и Керем                   | Узеир Гаджибеков | 3 июля    |

1919
| Роль        | Произведение | Автор                | Число      |
| ----------- | ------------ | -------------------- | ---------- |
| Муваййид    | Разделения   | Тахсид Нахид         | 6 января   |
| Осман-бек   | Азербайджан  | Иса-бек Ашурбеков    | 28 марта   |
| Гаджи Гасан | Мертвецы     | Джалил Мамедкулизаде | 4 августа  |
| Отелло      | Отелло       | Уильям Шекспир       | 12 декабря |

1920
| Роль       | Произведение | Автор           | Число      |
| ---------- | ------------ | --------------- | ---------- |
| Ибн Тахир  | Шах Исмаил   | Муслим Магомаев | 31 января  |
| Мухтар-бек | Месть        | Намик Кямал     | 14 марта   |
| Иблис      | Иблис        | Гусейн Джавид   | 21 декабря |

1921
| Роль       | Произведение | Автор         | Число     |
| ---------- | ------------ | ------------- | --------- |
| Шейх Санан | Шейх Санан   | Гусейн Джавид | 18 ноября |

1922
| Роль             | Произведение   | Автор            | Число      |
| ---------------- | -------------- | ---------------- | ---------- |
| Ахмед-бек Шамхал | Газават        | Ланской          | 20 марта   |
| Эртогрул         | Афет           | Гусейн Джавид    | 11 апреля  |
| Айдын            | Айдын          | Джафар Джаббарлы | 9 мая      |
| Джалал           | Пропасть       | Гусейн Джавид    | 2 июня     |
| Хлестаков        | Ревизор        | Николай Гоголь   | 19 октября |
| Человек          | Жизнь человека | Леонид Андреев   | 27 ноября  |
| Шейда            | Шейда          | Гусейн Джавид    | 15 декабря |

1923
| Роль     | Произведение          | Автор                | Число      |
| -------- | --------------------- | -------------------- | ---------- |
| Антара   | Антара                | Шюкри Гази           | 26 января  |
| Огтай    | Огтай Эл оглу         | Джафар Джаббарлы     | 22 февраля |
| Король   | Королевский брадобрей | Анатолий Луначарский | 27 апреля  |
| Маркарон | Революционный брак    |                      | 12 октября |

1924
| Роль               | Произведение   | Автор          | Число      |
| ------------------ | -------------- | -------------- | ---------- |
| Пожилой крестьянин | Сова           | Халид Фахри    | 22 февраля |
| Карл Моор          | Разбойники     | Фридрих Шиллер | 2 апреля   |
| Буридан            | Кровавый замок | Александр Дюма | 4 апреля   |
| Ихтияр             | Иблис          | Гусейн Джавид  | 7 апреля   |

1925
| Роль      | Произведение       | Автор          | Число     |
| --------- | ------------------ | -------------- | --------- |
| Барон     | На дне             | Максим Горький | 12 января |
| Фердинанд | Коварство и любовь | Фридрих Шиллер | 29 марта  |

1926
| Роль         | Произведение               | Автор             | Число      |
| ------------ | -------------------------- | ----------------- | ---------- |
| Дон Жуан     | Дон Жуан, или Каменный пир | Жан Батист Мольер | 18 января  |
| Поэт Кирмани | Хромой Тимур               | Гусейн Джавид     | 15 ноября  |
| Гамлет       | Гамлет                     | Уильям Шекспир    | 22 декабря |

1927
| Роль       | Произведение        | Автор                    | Число      |
| ---------- | ------------------- | ------------------------ | ---------- |
| Кречинский | Свадьба Кречинского | Александр Сухово-Кобылин | 13 декабря |

1928
| Роль   | Произведение | Автор            | Число   |
| ------ | ------------ | ---------------- | ------- |
| Эльхан | Невеста огня | Джафар Джаббарлы | 2 марта |

1929
| Роль      | Произведение | Автор           | Число      |
| --------- | ------------ | --------------- | ---------- |
| Зер-сибан | Загмук       | Анатолий Глебов | 25 октября |

1930
| Роль     | Произведение             | Автор                | Число      |
| -------- | ------------------------ | -------------------- | ---------- |
| Гуинплен | Человек, который смеётся | Виктор Гюго          | 14 февраля |
| Князь    | Князь                    | Гусейн Джавид        | 14 апреля  |
| Сейран   | Намус                    | Александр Ширванзаде | 12 июня    |
| Балаш    | Севиль                   | Джафар Джаббарлы     | август     |

1931
| Роль                                  | Произведение | Автор                               | Число      |
| ------------------------------------- | ------------ | ----------------------------------- | ---------- |
| Грабар                                | Чёрная вода  | М. Данилов                          | 17 февраля |
| Эйваз                                 | В 1905 году  | Джафар Джаббарлы                    | 8 октября  |
| Зейнал, председатель сельского совета | Ахираззаман  | Аббас-Мирза Шарифзаде, Асад Тахиров | 15 октября |

1932
| Роль     | Произведение      | Автор          | Число      |
| -------- | ----------------- | -------------- | ---------- |
| Эйваз    | Тень              | Сеид Гусейн    | 15 октября |
| Райчаран | Индийская девушка | Абдулхак Хамид | 10 октября |

1934
| Роль     | Произведение | Автор            |
| -------- | ------------ | ---------------- |
| Самандар | Алмас        | Джафар Джаббарлы |
| Сиявуш   | Сиявуш       | Гусейн Джавид    |

1935
| Роль   | Произведение   | Автор               | Число  |
| ------ | -------------- | ------------------- | ------ |
| Эйваз  | В 1905 году    | Джафар Джаббарлы    | 10 мая |
| Гайдар | Гибель эскадры | Александр Корнейчук |        |

1936
| Роль   | Произведение | Автор          | Число    |
| ------ | ------------ | -------------- | -------- |
| Макбет | Макбет       | Уильям Шекспир | 15 марта |
| Гюлаб  | Шахнаме      | Мкртыч Джанан  | 30 мая   |

1937
| Роль       | Произведение           | Автор            | Число   |
| ---------- | ---------------------- | ---------------- | ------- |
| Дубровский | Дубровский             | Александр Пушкин | 5 марта |
| Денщик     | Чапаев (фильм), дубляж | Братья Васильевы | 13 мая  |

### Постановка опер

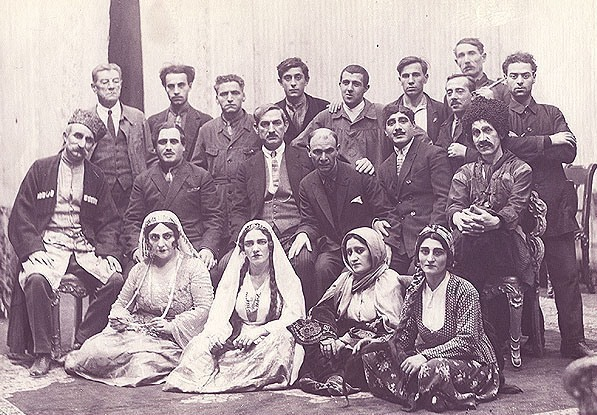
Актёры оперетты «Аршин мал алан» Узеира Гаджибекова вместе с дирижёром Муслимом Магомаевым (сидит в центре) и режиссёром Аббас-Мирзой Шарифзаде (сидит слева от него). 1928 год

Ещё до назначения главным режиссёром Азербайджанского театра оперы и балета в 1926 году, Шарифзаде осуществлял постановку опер на азербайджанской сцене. Так, ещё 18 января 1919 года на сцене Азербайджанского государственного театра от поставил оперу Узеира Гаджибекова «Лейли и Меджнун». О постановке оперы 22 января этого же года на сцене оперного театра Джамиль Гарабаглы в газете «Азербайджан» писал, что «в постановке, которую дал Шарифзаде привлекает внимание его умелое мастерство режиссёра». 6 и 7 мая 1924 года Шарифзаде поставил на сцене Государственного театра оперу «Шах Исмаил» Муслима Магомаева. Об этой постановке Сулейман Меликов в газете «Коммунист» писал:
Режиссёр, трудясь в эту ночь всей силой, с полным успехом сочетал сценическую постановку и оформление. А если некоторые несоответствия в цветах рассмотрим как любовь к разным цветам на Востоке, то это будем приемлемым. Поздравляем режиссёра с сегодняшним успехом.

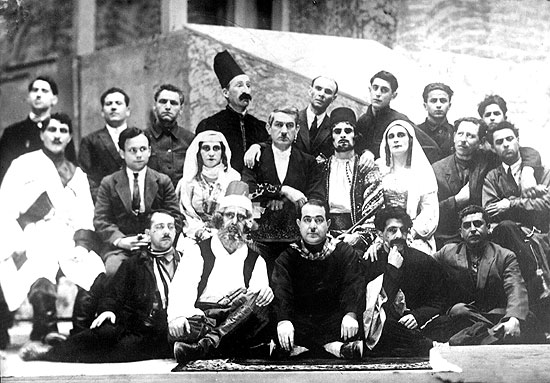
Актёры оперы «Ашуг-Гариб» Зульфугара Гаджибекова вместе с дирижёром Муслимом Магомаевым (сидит в центре) и режиссёром Аббас-Мирзой Шарифзаде (стоит позади него). 1928 год

1 марта 1925 года представители лондонской «Daily Express», японской «Осака Асахи», берлинского «Berliner Börsen-Courier» и других представителей зарубежных СМИ встретились с постановщиком оперы «Ашуг-Гариб» Аббас-Мирзой Шарифзаде.
В первые годы находясь на должности главного режиссёра оперного театра Шарифзаде ставил такие произведения Узеира Гаджибекова как «Аршин мал алан», «Асли и Керем». Об обновлённой постановке оперы «Лейли и Меджнун» газета «Худжум» от 31 октября 1930 года отмечала «реалистическую подачу с использованием красочных декоров и хорошую постановку старой Аравии, осуществлённую режиссёром А. Шарифзаде и художником Робергом». Узеир Гаджибеков впоследствии, высоко оценивая актёрские и режиссёрские заслуги Аббас-Мирзы Шарифзаде в развитии азербайджанского театра, а также его «серьёзное усердие, желание и способность учиться», отмечал его работу и в обогащении оперных постановок. Называя Шарифзаде «великим мастером», Гаджибеков писал, что он достиг в области кино и театра «уровня универсального деятеля сцены».

### Кинорежиссёрская деятельность

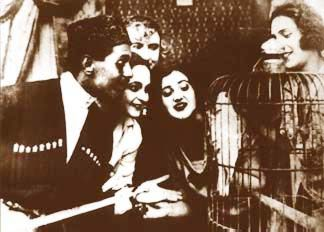
Кадр из фильма «Во имя Бога». Режиссёр Аббас-Мирза Шарифзаде, 1925 год

Аббас-Мирза Шарифзаде был одним из первых азербайджанских кинорежиссёров. Но за свою кинорежиссёрскую деятельность он снял не так много фильмов: всего три художественных и два документальных. Шарифзаде, уже будучи известным актёром в мире театра, прекрасно понимал разницу между театром и кинематографом. Киновед Айдын Кязимзаде отмечает, что Шарифзаде, уделяя особое внимание кино, считал, что работая в кинематографе, он создаёт историю.
Первым снятым им фильмом был фильм «Бисмиллах» («Во имя Бога») на антирелигиозную тему. 22 апреля 1925 года газета «Бакинский рабочий» писала, что съёмки фильма «Бисмиллах» по сценарию Павла Бляхина были поручены Шарифзаде. Газета «Коммунист» от 27 апреля, сообщая о съёмках фильма, писала, что фильм «снимается с участием тюркских (имелись в виду азербайджанские) актёров». 1 июня этого же года при Государственной кинофабрике открылась киностудия, режиссёрскую часть которой возглавил Аббас-Мирза Шарифзаде. Аждар Неджад 31 мая 1925 года в газете «Коммунист» писал, что фильм «Во имя Бога», остановленный с прошлого года по некоторым причинам, уже месяц как снимается в управлении Шарифзаде, и что будет представлен не позднее 25 июля в честь Мухаррама.
13 июля фильм «Бисмиллах» был показан для студентов, артистов и приглашённых зрителей. 24 июля возвращающиеся из Ирана берлинские деятели кино, будучи в фото-киноуправлении Азербайджана, пожелали послать в Берлин фильм «Бисмиллах» и ряд других фильмов. Совкино заказало 12 экземпляров фильма. В октябре фильм был показан и в Москве. В Харькове для Украины также были заказаны 4 экземпляра данного фильма. Асад Тахир писал, что такие снятые западные фильмы как «Мусульманка», «Стамбульский нищий», «Багдадский вор» не могут соперничать с фильмом «Бисмиллах» на предмет изложения восточной тематики, поскольку этот фильма сам «был снят на Востоке, восточной постановкой, восточными актёрами». Азиз Шариф писал, что, сняв фильм «Бисмиллах», Аббас-Мирза Шарифзаде доказал, что является способным режиссёром. Советское правительство активно использовало этот в фильм антиисламской пропаганде.
В октябре завершались съёмки документального фильма «В Азербайджане», снимавшегося Шарифзаде по заказу Комиссариата земледелия. В ноябре этого года, закончив монтаж фильма «В Азербайджане», 90 процентов, которого снималось в различных местах Азербайджанской ССР, Шарифзаде завершил съёмки фильма.

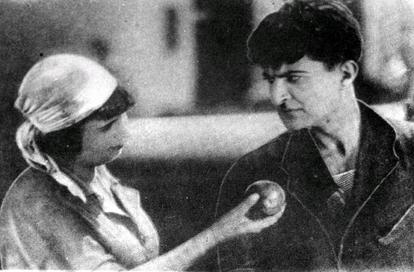
Кадр из фильма «Игра в любовь». Режиссёр Аббас-Мирза Шарифзаде, 1935 год

В 1928 году Шарифзаде снял фильм «Гаджи Кара» по мотивам одноимённой комедии азербайджанского драматурга Мирзы Фатали Ахундова. Премьера фильма, состоявшаяся 25 декабря 1928 года, совпала с юбилеем Шарифзаде по случаю 20-летия сценической деятельности актёра. Бывший начальник Азергоскино Шамиль Махмудбеков писал, что этот фильм завоевал успех не только в Азербайджане, но и во многих странах Востока. В этом фильме, по словам Махмудбекова, «нашли своё отражение прошлая жизнь Азербайджана, угнетение рабочих и крестьян землевладельцами и капиталистами». В фильме играли Мирза Ага Алиев, Мустафа Марданов, Агасадых Герайбейли, Сидги Рухулла, Марзия Давудова и др.
22 мая 1935 года газета «Коммунист» сообщала о продолжающихся съёмках фильма-комедии «Игра в любовь» под режиссурой Шарифзаде по сценарию Александра Попова. К октябрю фильм, приуроченный к 18-летию Октябрьской революции и 15-летия советизации Азербайджана, был готов. Фильм был посвящён жизни комсомольской молодёжи Азербайджана. Это был последний фильм, снятый Шарифзаде. В главных ролях в этом фильме сыграли Сара Шарифзаде, Меджид Шамхалов, Исмаил Эфендиев, Мирза Ага Алиев.
После того, как Шарифзаде был репрессирован, его имя было вырезано из титров всех снятых им фильмов.

## Память об актёре

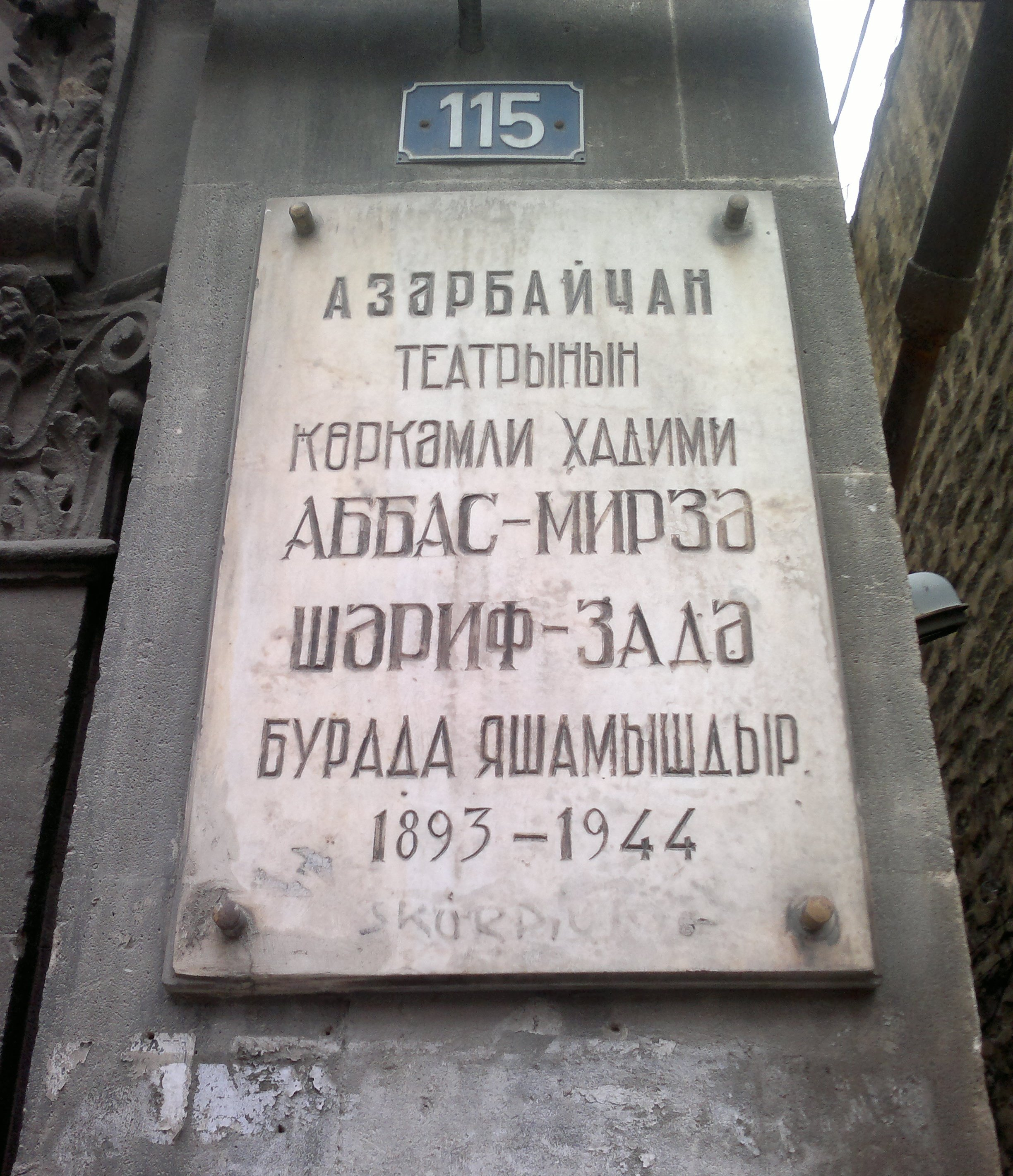
Мемориальная доска на стене дома в Баку, в котором жил Аббас-Мирза Шарифзаде

В 1930 году, ещё при жизни Шарифзаде, издательство «Азернешр» выпустило книгу «Материалы по истории азербайджанского тюркского театра», где 31-32 страницы были посвящены Шарифзаде.
В доме-музее Гусейна Джавида, в постановках пьес которого неоднократно выступал Шарифзаде, хранится рисунок актёра в роли Шейх Санана, выполненный сыном Гусейна Джавида, Эртогрул Джавидом.
На стене дома в Баку (по улице Мирга Аги Алиева, 115), в котором жил Шарифзаде, была установлена мемориальная доска в память об актёре с надписью «Здесь жил видный деятель азербайджанского театра Аббас-Мирза Шариф-заде».
Именем Аббаса-Мирзы Шарифзаде названа улица в Ясамальском районе города Баку. Также имя актёра носит Дом актёра в Баку.

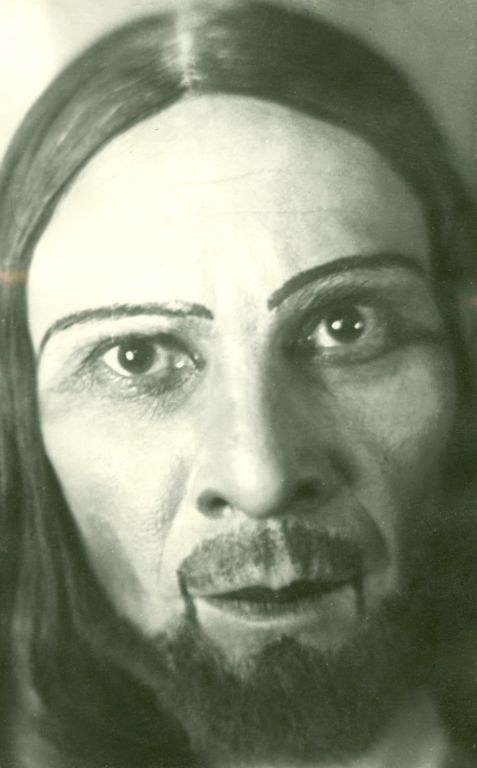
«А. М. Шарифзаде в роли Шейх Санана». Эртогрул Джавид. Дом-музей Гусейна Джавида

Народный поэт Азербайджанской ССР Сулейман Рустам в сентябре 1963 года посвятил Шарифзаде стихотворение «Для Аббас-Мирзы» (азерб. Abbas Mirzə üçün). В этом же году состоялась премьера пьесы Сабита Рахмана «Любимые роли», посвящённая 70-летию со дня рождения Аббаса-Мирзы Шарифзаде (до представления член-корреспондент Академии наук Азербайджанской ССР Джафар Джафаров сделал доклад о творческой деятельности актёра). Также в 1963 году на экраны вышел документальный фильм киностудии «Азербайджанфильм» режиссёра А. Мусаева, посвящённый жизни и деятельности Шарифзаде.
На Азербайджанском телевидении вышел документальный фильм режиссёра Гаве Гасанова «Аббас-Мирза Шарифзаде», посвящённый жизни и творчеству актёра и режиссёра. В фильме показаны воспоминания дочери Шарифзаде Фирангиз Шарифовой и его друга Исмаила Дагестанлы.
13 декабря 2007 года состоялась премьера фильма «Жизнь Джавида» азербайджанского режиссёра Рамиза Гасаноглу. Фильма был посвящён трагической судьбе азербайджанского поэта и драматурга Гусейна Джавида. Также в фильме была показана судьба Аббаса Мирзы Шарифзаде, одного из главных исполнителей ролей в пьесах Джавида, и его трагическая гибель. Роль Аббаса Мирзы Шарифзаде в фильме играл заслуженный деятель искусств Азербайджана (с 2013 года — народный артист Азербайджана) Бахтияр Ханызаде.
18 марта 2013 года в Гимназии Искусств в Баку состоялся вечер в честь 120-летия Аббаса Мирзы Шарифзаде, на котором ученики гимназии под руководством режиссёра программы Гюльнары Мамедовой исполнили литературные и театрализованные номера, посвященные творчеству актёра. На вечере директор гимназии Махизар Шабанбекова отметила роль Аббаса Мирзы Шарифзаде «в развитии национального искусства, который стоял у истоков современной азербайджанской культуры начала XX века».
В Азербайджанском государственном музее театра имени Джафара Джаббарлы в Баку (в Музейном центре) хранятся документы и фотографии, посвящённые жизни и творчеству Аббас-Мирзы Шарифзаде.

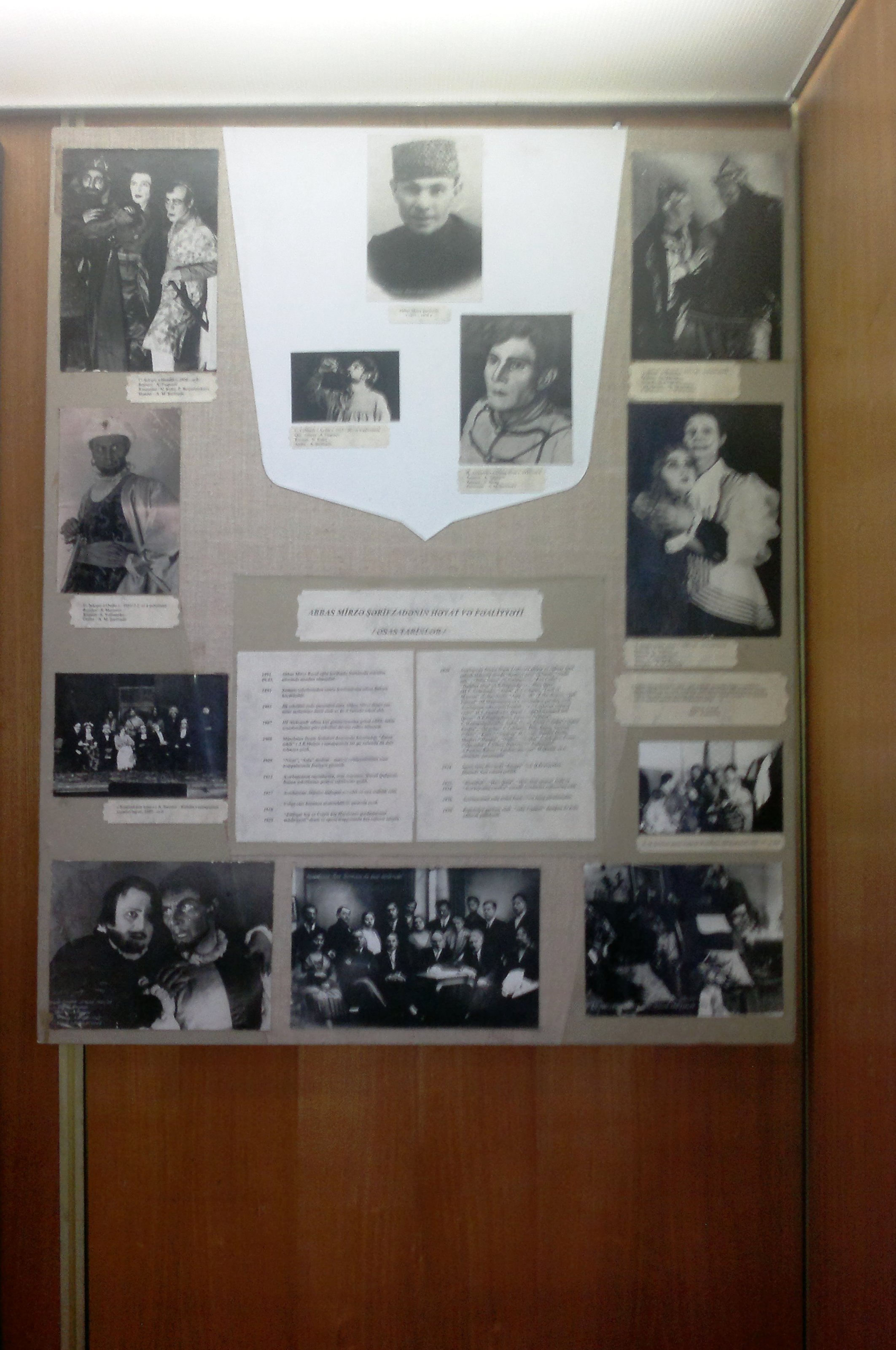
Выставка, посвящённая жизни и творчеству Шарифзаде, в Азербайджанском государственном музее театра имени Джафара Джаббарлы в Баку
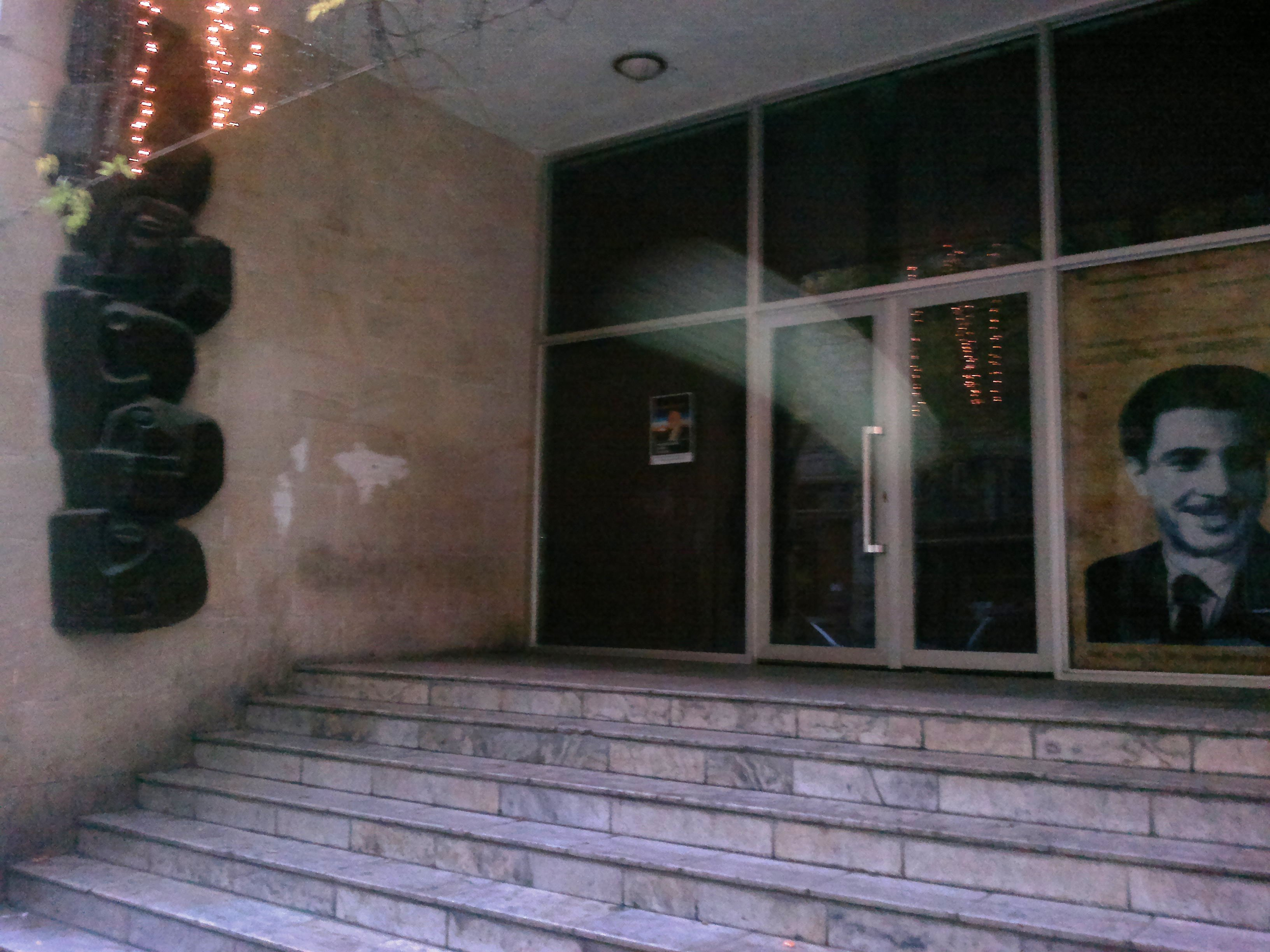
Дом актёра имени А. М. Шарифзаде

## Генеалогия
|                                |                                |                                |                                |                                |                                |                               |                               |                 |                 |                 |                 |                 |                 |                                     |                                     |                                     |                                     |                                     |                                     |                               |                               |                   |                   |                 |                 |                    |                    |                    |                    |                    |                    |  |  |        |        |                                 |                                 |                                 |                                 |                                 |                                 |                            |                            |                               |                               |                               |                               |                               |                               |                  |                  |                       |                       |                       |                       |                       |                       |                 |                 |                 |                 |                 |                 |
|                                |                                |                                |                                |                                |                                |                               |                               |                 |                 |                 |                 |                 |                 |                                     |                                     |                                     |                                     | Мирза Абдул-Расул                   | Мирза Абдул-Расул                   | Мирза Абдул-Расул             | Мирза Абдул-Расул             | Мирза Абдул-Расул | Мирза Абдул-Расул |                 |                 | Мелек-Ниса         | Мелек-Ниса         | Мелек-Ниса         | Мелек-Ниса         | Мелек-Ниса         | Мелек-Ниса         |  |  |        |        |                                 |                                 |                                 |                                 |                                 |                                 |                            |                            |                               |                               |                               |                               |                               |                               |                  |                  |                       |                       |                       |                       |                       |                       |                 |                 |                 |                 |                 |                 |
|                                |                                |                                |                                |                                |                                |                               |                               |                 |                 |                 |                 |                 |                 |                                     |                                     |                                     |                                     | Мирза Абдул-Расул                   | Мирза Абдул-Расул                   | Мирза Абдул-Расул             | Мирза Абдул-Расул             | Мирза Абдул-Расул | Мирза Абдул-Расул |                 |                 | Мелек-Ниса         | Мелек-Ниса         | Мелек-Ниса         | Мелек-Ниса         | Мелек-Ниса         | Мелек-Ниса         |  |  |        |        |                                 |                                 |                                 |                                 |                                 |                                 |                            |                            |                               |                               |                               |                               |                               |                               |                  |                  |                       |                       |                       |                       |                       |                       |                 |                 |                 |                 |                 |                 |
|                                |                                |                                |                                |                                |                                |                               |                               |                 |                 |                 |                 |                 |                 |                                     |                                     |                                     |                                     |                                     |                                     |                               |                               |                   |                   |                 |                 |                    |                    |                    |                    |                    |                    |  |  |        |        |                                 |                                 |                                 |                                 |                                 |                                 |                            |                            |                               |                               |                               |                               |                               |                               |                  |                  |                       |                       |                       |                       |                       |                       |                 |                 |                 |                 |                 |                 |
|                                |                                |                                |                                |                                |                                |                               |                               |                 |                 |                 |                 |                 |                 |                                     |                                     |                                     |                                     |                                     |                                     |                               |                               |                   |                   |                 |                 |                    |                    |                    |                    |                    |                    |  |  |        |        |                                 |                                 |                                 |                                 |                                 |                                 |                            |                            |                               |                               |                               |                               |                               |                               |                  |                  |                       |                       |                       |                       |                       |                       |                 |                 |                 |                 |                 |                 |
|                                |                                | Ханифа Акчурина (1904 — 1980)  | Ханифа Акчурина (1904 — 1980)  | Ханифа Акчурина (1904 — 1980)  | Ханифа Акчурина (1904 — 1980)  | Ханифа Акчурина (1904 — 1980) | Ханифа Акчурина (1904 — 1980) |                 |                 |                 |                 |                 |                 | Аббас-Мирза Шарифзаде (1893 — 1938) | Аббас-Мирза Шарифзаде (1893 — 1938) | Аббас-Мирза Шарифзаде (1893 — 1938) | Аббас-Мирза Шарифзаде (1893 — 1938) | Аббас-Мирза Шарифзаде (1893 — 1938) | Аббас-Мирза Шарифзаде (1893 — 1938) |                               |                               |                   |                   |                 |                 |                    |                    |                    |                    |                    |                    |  |  |        |        |                                 |                                 |                                 |                                 |                                 |                                 |                            |                            | Марзия Давудова (1901 — 1962) | Марзия Давудова (1901 — 1962) | Марзия Давудова (1901 — 1962) | Марзия Давудова (1901 — 1962) | Марзия Давудова (1901 — 1962) | Марзия Давудова (1901 — 1962) |                  |                  | Гулам-Мирза Шарифзаде | Гулам-Мирза Шарифзаде | Гулам-Мирза Шарифзаде | Гулам-Мирза Шарифзаде | Гулам-Мирза Шарифзаде | Гулам-Мирза Шарифзаде |                 |                 |                 |                 |                 |                 |
|                                |                                | Ханифа Акчурина (1904 — 1980)  | Ханифа Акчурина (1904 — 1980)  | Ханифа Акчурина (1904 — 1980)  | Ханифа Акчурина (1904 — 1980)  | Ханифа Акчурина (1904 — 1980) | Ханифа Акчурина (1904 — 1980) |                 |                 |                 |                 |                 |                 | Аббас-Мирза Шарифзаде (1893 — 1938) | Аббас-Мирза Шарифзаде (1893 — 1938) | Аббас-Мирза Шарифзаде (1893 — 1938) | Аббас-Мирза Шарифзаде (1893 — 1938) | Аббас-Мирза Шарифзаде (1893 — 1938) | Аббас-Мирза Шарифзаде (1893 — 1938) |                               |                               |                   |                   |                 |                 |                    |                    |                    |                    |                    |                    |  |  |        |        |                                 |                                 |                                 |                                 |                                 |                                 |                            |                            | Марзия Давудова (1901 — 1962) | Марзия Давудова (1901 — 1962) | Марзия Давудова (1901 — 1962) | Марзия Давудова (1901 — 1962) | Марзия Давудова (1901 — 1962) | Марзия Давудова (1901 — 1962) |                  |                  | Гулам-Мирза Шарифзаде | Гулам-Мирза Шарифзаде | Гулам-Мирза Шарифзаде | Гулам-Мирза Шарифзаде | Гулам-Мирза Шарифзаде | Гулам-Мирза Шарифзаде |                 |                 |                 |                 |                 |                 |
|                                |                                |                                |                                |                                |                                |                               |                               |                 |                 |                 |                 |                 |                 |                                     |                                     |                                     |                                     |                                     |                                     |                               |                               |                   |                   |                 |                 |                    |                    |                    |                    |                    |                    |  |  |        |        |                                 |                                 |                                 |                                 |                                 |                                 |                            |                            |                               |                               |                               |                               |                               |                               |                  |                  |                       |                       |                       |                       |                       |                       |                 |                 |                 |                 |                 |                 |
|                                |                                |                                |                                |                                |                                |                               |                               |                 |                 |                 |                 |                 |                 |                                     |                                     |                                     |                                     |                                     |                                     |                               |                               |                   |                   |                 |                 |                    |                    |                    |                    |                    |                    |  |  |        |        |                                 |                                 |                                 |                                 |                                 |                                 |                            |                            |                               |                               |                               |                               |                               |                               |                  |                  |                       |                       |                       |                       |                       |                       |                 |                 |                 |                 |                 |                 |
| Эртогрул Шарифов (1923 — 1973) | Эртогрул Шарифов (1923 — 1973) | Эртогрул Шарифов (1923 — 1973) | Эртогрул Шарифов (1923 — 1973) | Эртогрул Шарифов (1923 — 1973) | Эртогрул Шарифов (1923 — 1973) |                               |                               | Галина Шарифова | Галина Шарифова | Галина Шарифова | Галина Шарифова | Галина Шарифова | Галина Шарифова |                                     |                                     | Каратай Шарифов (1925 — 1973)       | Каратай Шарифов (1925 — 1973)       | Каратай Шарифов (1925 — 1973)       | Каратай Шарифов (1925 — 1973)       | Каратай Шарифов (1925 — 1973) | Каратай Шарифов (1925 — 1973) |                   |                   | Зейнаб Шарифова | Зейнаб Шарифова | Зейнаб Шарифова    | Зейнаб Шарифова    | Зейнаб Шарифова    | Зейнаб Шарифова    |                    |                    |  |  |        |        | Фирангиз Шарифова (1924 — 2014) | Фирангиз Шарифова (1924 — 2014) | Фирангиз Шарифова (1924 — 2014) | Фирангиз Шарифова (1924 — 2014) | Фирангиз Шарифова (1924 — 2014) | Фирангиз Шарифова (1924 — 2014) |                            |                            | Бала Ага Касимов (ум. 2010)   | Бала Ага Касимов (ум. 2010)   | Бала Ага Касимов (ум. 2010)   | Бала Ага Касимов (ум. 2010)   | Бала Ага Касимов (ум. 2010)   | Бала Ага Касимов (ум. 2010)   |                  |                  |                       |                       |                       |                       |                       |                       |                 |                 |                 |                 |                 |                 |
| Эртогрул Шарифов (1923 — 1973) | Эртогрул Шарифов (1923 — 1973) | Эртогрул Шарифов (1923 — 1973) | Эртогрул Шарифов (1923 — 1973) | Эртогрул Шарифов (1923 — 1973) | Эртогрул Шарифов (1923 — 1973) |                               |                               | Галина Шарифова | Галина Шарифова | Галина Шарифова | Галина Шарифова | Галина Шарифова | Галина Шарифова |                                     |                                     | Каратай Шарифов (1925 — 1973)       | Каратай Шарифов (1925 — 1973)       | Каратай Шарифов (1925 — 1973)       | Каратай Шарифов (1925 — 1973)       | Каратай Шарифов (1925 — 1973) | Каратай Шарифов (1925 — 1973) |                   |                   | Зейнаб Шарифова | Зейнаб Шарифова | Зейнаб Шарифова    | Зейнаб Шарифова    | Зейнаб Шарифова    | Зейнаб Шарифова    |                    |                    |  |  |        |        | Фирангиз Шарифова (1924 — 2014) | Фирангиз Шарифова (1924 — 2014) | Фирангиз Шарифова (1924 — 2014) | Фирангиз Шарифова (1924 — 2014) | Фирангиз Шарифова (1924 — 2014) | Фирангиз Шарифова (1924 — 2014) |                            |                            | Бала Ага Касимов (ум. 2010)   | Бала Ага Касимов (ум. 2010)   | Бала Ага Касимов (ум. 2010)   | Бала Ага Касимов (ум. 2010)   | Бала Ага Касимов (ум. 2010)   | Бала Ага Касимов (ум. 2010)   |                  |                  |                       |                       |                       |                       |                       |                       |                 |                 |                 |                 |                 |                 |
|                                |                                |                                |                                |                                |                                |                               |                               |                 |                 |                 |                 |                 |                 |                                     |                                     |                                     |                                     |                                     |                                     |                               |                               |                   |                   |                 |                 |                    |                    |                    |                    |                    |                    |  |  |        |        |                                 |                                 |                                 |                                 |                                 |                                 |                            |                            |                               |                               |                               |                               |                               |                               |                  |                  |                       |                       |                       |                       |                       |                       |                 |                 |                 |                 |                 |                 |
|                                |                                |                                |                                |                                |                                |                               |                               |                 |                 |                 |                 |                 |                 |                                     |                                     |                                     |                                     |                                     |                                     |                               |                               |                   |                   |                 |                 |                    |                    |                    |                    |                    |                    |  |  |        |        |                                 |                                 |                                 |                                 |                                 |                                 |                            |                            |                               |                               |                               |                               |                               |                               |                  |                  |                       |                       |                       |                       |                       |                       |                 |                 |                 |                 |                 |                 |
|                                |                                |                                |                                | Лейла Шарифова                 | Лейла Шарифова                 | Лейла Шарифова                | Лейла Шарифова                | Лейла Шарифова  | Лейла Шарифова  |                 |                 |                 |                 |                                     |                                     | Диляра Шарифзаде                    | Диляра Шарифзаде                    | Диляра Шарифзаде                    | Диляра Шарифзаде                    | Диляра Шарифзаде              | Диляра Шарифзаде              |                   |                   |                 |                 | Фарида Рзакулиева  | Фарида Рзакулиева  | Фарида Рзакулиева  | Фарида Рзакулиева  | Фарида Рзакулиева  | Фарида Рзакулиева  |  |  | Чингиз | Чингиз | Чингиз                          | Чингиз                          | Чингиз                          | Чингиз                          |                                 |                                 | Парвиз Гасымов             | Парвиз Гасымов             | Парвиз Гасымов                | Парвиз Гасымов                | Парвиз Гасымов                | Парвиз Гасымов                |                               |                               | Эльмира Гасымова | Эльмира Гасымова | Эльмира Гасымова      | Эльмира Гасымова      | Эльмира Гасымова      | Эльмира Гасымова      |                       |                       | Наргиз Гасымова | Наргиз Гасымова | Наргиз Гасымова | Наргиз Гасымова | Наргиз Гасымова | Наргиз Гасымова |
|                                |                                |                                |                                | Лейла Шарифова                 | Лейла Шарифова                 | Лейла Шарифова                | Лейла Шарифова                | Лейла Шарифова  | Лейла Шарифова  |                 |                 |                 |                 |                                     |                                     | Диляра Шарифзаде                    | Диляра Шарифзаде                    | Диляра Шарифзаде                    | Диляра Шарифзаде                    | Диляра Шарифзаде              | Диляра Шарифзаде              |                   |                   |                 |                 | Фарида Рзакулиева  | Фарида Рзакулиева  | Фарида Рзакулиева  | Фарида Рзакулиева  | Фарида Рзакулиева  | Фарида Рзакулиева  |  |  | Чингиз | Чингиз | Чингиз                          | Чингиз                          | Чингиз                          | Чингиз                          |                                 |                                 | Парвиз Гасымов             | Парвиз Гасымов             | Парвиз Гасымов                | Парвиз Гасымов                | Парвиз Гасымов                | Парвиз Гасымов                |                               |                               | Эльмира Гасымова | Эльмира Гасымова | Эльмира Гасымова      | Эльмира Гасымова      | Эльмира Гасымова      | Эльмира Гасымова      |                       |                       | Наргиз Гасымова | Наргиз Гасымова | Наргиз Гасымова | Наргиз Гасымова | Наргиз Гасымова | Наргиз Гасымова |
|                                |                                |                                |                                |                                |                                |                               |                               |                 |                 |                 |                 |                 |                 |                                     |                                     |                                     |                                     |                                     |                                     |                               |                               |                   |                   |                 |                 |                    |                    |                    |                    |                    |                    |  |  |        |        |                                 |                                 |                                 |                                 |                                 |                                 |                            |                            |                               |                               |                               |                               |                               |                               |                  |                  |                       |                       |                       |                       |                       |                       |                 |                 |                 |                 |                 |                 |
|                                |                                |                                |                                |                                |                                |                               |                               |                 |                 |                 |                 |                 |                 |                                     |                                     |                                     |                                     |                                     |                                     |                               |                               |                   |                   |                 |                 |                    |                    |                    |                    |                    |                    |  |  |        |        |                                 |                                 |                                 |                                 |                                 |                                 |                            |                            |                               |                               |                               |                               |                               |                               |                  |                  |                       |                       |                       |                       |                       |                       |                 |                 |                 |                 |                 |                 |
|                                |                                |                                |                                |                                |                                |                               |                               |                 |                 |                 |                 |                 |                 |                                     |                                     | Кямран Велиев                       | Кямран Велиев                       | Кямран Велиев                       | Кямран Велиев                       | Кямран Велиев                 | Кямран Велиев                 |                   |                   |                 |                 | Симузар Рзакулиева | Симузар Рзакулиева | Симузар Рзакулиева | Симузар Рзакулиева | Симузар Рзакулиева | Симузар Рзакулиева |  |  |        |        |                                 |                                 |                                 |                                 |                                 |                                 | Эльдар Гасымов (род. 1989) | Эльдар Гасымов (род. 1989) | Эльдар Гасымов (род. 1989)    | Эльдар Гасымов (род. 1989)    | Эльдар Гасымов (род. 1989)    | Эльдар Гасымов (род. 1989)    |                               |                               | Мурад Гасымов    | Мурад Гасымов    | Мурад Гасымов         | Мурад Гасымов         | Мурад Гасымов         | Мурад Гасымов         |                       |                       |                 |                 |                 |                 |                 |                 |